# Liste de séries cinématographiques
Cet article recense les films associés lorsqu'ils se font suite dans le cadre d'une franchise, soit par continuité de l'histoire, soit la récurrence de personnages ou de situations. Les entrées sont classées par ordre alphabétique du premier titre (généralement le titre francophone) ou du héros (ordre alphabétique du prénom). Les trilogies communément reconnues comme telles sont recensées à la lettre T.
Voir aussi : Film à épisodes
- Haut – A
- B
- C
- D
- E
- F
- G
- H
- I
- J
- K
- L
- M
- N
- O
- P
- Q
- R
- S
- T
- U
- V
- W
- X
- Y
- Z
- 0-9

## A
- À pied, à cheval et en voiture (1957) suivi de À pied, à cheval et en Spoutnik (1958)
- À tous les garçons que j'ai aimés :
  - 2018 : À tous les garçons que j'ai aimés (To All the Boys I've Loved Before)
  - 2020 : À tous les garçons : P.S. Je t'aime toujours (To All the Boys: P.S. I Still Love You)
  - 2021 : À tous les garçons : Pour toujours et à jamais (To All the Boys: Always and Forever)
- Ace Ventura :
  - 1994 : Ace Ventura, détective chiens et chats (Ace Ventura: Pet Detective)
  - 1995 : Ace Ventura en Afrique (Ace Ventura: When Nature Calls)
  - 2008 : Ace Ventura Jr., détective chiens et chats (Ace Ventura Jr.: Pet Detective)
- Adémaï :
  - 1932 : Adémaï et la Nation armée
  - 1933 : Adémaï Joseph à l'ONM
  - 1933 : Adémaï aviateur
  - 1935 : Adémaï au Moyen Âge
  - 1943 : Adémaï bandit d'honneur
  - 1950 : Adémaï au poteau-frontière
- After :
  - 2019 : After : Chapitre 1 (After)
  - 2020 : After : Chapitre 2 (After We Collided)
  - 2021 : After : Chapitre 3 (After We Fell)
  - 2022 : After : Chapitre 4 (After Ever Happy)
  - 2023 : After : Chapitre 5 (After Everything)
- L’Âge de glace :
  - 2002 : L'Âge de glace (Ice Age)
  - 2006 : L'Âge de glace 2 (Ice Age: The Meltdown)
  - 2009 : L'Âge de glace 3 : Le Temps des dinosaures (Ice Age 3: Dawn of the Dinosaurs)
  - 2012 : L'Âge de glace 4 : La Dérive des continents (Ice Age: Continental Drift)
  - 2016 : L'Âge de glace : Les Lois de l'Univers (Ice Age: Collision Course)
  - 2022 : L'Âge de glace : Les Aventures de Buck Wild (The Ice Age Adventures of Buck Wild)
- Aigle de fer :
  - 1986 : Aigle de fer (Iron Eagle)
  - 1988 : L'Aigle de fer 2 (Iron Eagle II)
  - 1992 : Aigle de fer 3 (Aces: Iron Eagle III)
  - 1995 : Aigle de fer 4 (Iron Eagle on the Attack)
- Les Ailes du désir (1987) suivi de Si loin, si proche ! (1993)
- Airport :
  - 1970 : Airport
  - 1974 : 747 en péril (Airport 1975)
  - 1977 : Les Naufragés du 747 (Airport ’77)
  - 1979 : Airport 80 Concorde (The Concorde… Airport ’79)
- Alice au pays des merveilles (2010) suivi d'Alice de l'autre côté du miroir (2016)
- Alien :
  - 1979 : Alien, le huitième passager (Alien)
  - 1986 : Aliens, le retour (Aliens)
  - 1992 : Alien 3
  - 1997 : Alien, la résurrection (Alien Resurrection)
  - 2012 : Prometheus
  - 2017 : Alien: Covenant
  - 2024 : Alien: Romulus
- Alien vs. Predator :
  - 2004 : Alien vs. Predator
  - 2007 : Aliens vs. Predator: Requiem
- Allan Quatermain et les Mines du roi Salomon (1985) suivi de Allan Quatermain et la Cité de l'or perdu (1987)
- Alligator (1980) suivi de Alligator II (1990)
- Allô maman :
  - 1989 : Allô maman, ici bébé (Look Who's Talking)
  - 1990 : Allô maman, c'est encore moi (Look Who's Talking Too)
  - 1993 : Allô maman, c'est Noël (Look Who's Talking Now)
- Alvin et les Chipmunks :
  - 1999 : Alvin et les Chipmunks contre Frankenstein (Alvin and the Chipmunks meet Frankenstein)
  - 2007 : Alvin et les Chipmunks (Alvin and the Chipmunks)
  - 2009 : Alvin et les Chipmunks 2 (Alvin and the Chipmunks: The Squeakquel)
  - 2011 : Alvin et les Chipmunks 3 (Alvin and the Chipmunks: Chipwrecked)
  - 2015 : Alvin et les Chipmunks : À fond la caisse (Alvin and the Chipmunks: The Road Chip)
- American Girls :
  - 2000 : American Girls (Bring It On)
  - 2004 : American Girls 2 (Bring It On Again)
  - 2006 : American Girls 3 (Bring It On: All or Nothing)
  - 2008 : American Girls 4 : La Guerre des blondes (Bring It On: In It To Win It)
  - 2009 : American Girls 5 : Que la meilleure gagne ! (Bring It On: Fight to the Finish)
  - 2017 : American Girls 6 : Confrontation mondiale (Bring It On: Worldwide Cheersmack)
  - 2022 : (Bring It On: Cheer or Die)
- American Pie :
  - 1999 : American Pie
  - 2001 : American Pie 2
  - 2003 : American Pie : Marions-les ! (American Wedding)
  - 2012 : American Pie 4 (American Reunion)
- American Pie Présente :
  - 2005 : American Pie Présente : No Limit! (American Pie Presents: Band Camp)
  - 2006 : American Pie Présente : String Academy (American Pie Presents: The Naked Mile)
  - 2007 : American Pie Présente : Campus en folie (American Pie Presents: Beta House)
  - 2009 : American Pie Présente : Les Sex Commandements (American Pie Presents: The Book of Love)
  - 2020 : American Pie Présente : Girls Power (American Pie Presents: Girls' Rules)
- Amityville :
  - 1979 : Amityville : La Maison du diable (The Amityville Horror)
  - 1982 : Amityville 2 : Le Possédé (Amityville II: The Possession)
  - 1983 : Amityville 3D : Le Démon (Amityville 3-D)
  - 1989 : Amityville 4 (Amityville 4: The Evil Escape)
  - 1990 : Amityville : La Malédiction (The Amityville Curse)
  - 1992 : Amityville 1993 : Votre heure a sonné (Amityville 1992: It's about time)
  - 1993 : Amityville : Darkforce (Amityville: A New Generation)
  - 1997 : Amityville : La Maison de poupées (Amityville Dollhouse)
  - 2005 : Amityville (The Amityville Horror ; remake)
  - 2017 : Amityville: The Awakening
- A Moment of Romance :
  - 1990 : A Moment of Romance
  - 1992 : A Moment of Romance 2
  - 1996 : A Moment of Romance 3
- Anaconda :
  - 1997 : Anaconda, le prédateur (Anaconda)
  - 2004 : Anacondas : À la poursuite de l'orchidée de sang (Anacondas: The Hunt for the Blood Orchid)
  - 2008 : Anaconda 3 : L'Héritier (Anaconda 3: Offspring)
  - 2009 : Anacondas 4 : La Piste du sang (Anacondas: Trail of Blood)
- Andy Hardy :
  - 1937 : Secrets de famille (A Family Affair)
  - 1937 : La Famille Hardy en vacances (You're Only Young Once)
  - 1938 : Les Enfants du Juge Hardy (Judge Hardy's Children)
  - 1938 : L'amour frappe André Hardy (Love Finds Andy Hardy)
  - 1938 : André Hardy Cow-Boy (Out West with the Hardys)
  - 1939 : André Hardy millionnaire (The Hardys Ride High)
  - 1939 : André Hardy s'enflamme (Andy Hardy Gets Spring Fever)
  - 1939 : André Hardy détective (Judge Hardy and Son)
  - 1940 : André Hardy va dans le monde (Andy Hardy Meets Debutante)
  - 1941 : La Secrétaire privée d'André Hardy (Andy Hardy's Private Secretary)
  - 1941 : La vie commence pour André Hardy (Life Begins for Andy Hardy)
  - 1942 : The Courtship of Andy Hardy
  - 1942 : La Double Vie d'André Hardy (Andy Hardy's Double Life)
  - 1944 : Andy Hardy's Blonde Trouble
  - 1946 : Peines de cœur (Love Laughs at Andy Hardy)
  - 1958 : Le Retour d'André Hardy (Andy Hardy Comes Home)
- Angélique :
  - 1964 : Angélique, marquise des anges
  - 1965 : Merveilleuse Angélique
  - 1966 : Angélique et le Roy
  - 1967 : Indomptable Angélique
  - 1968 : Angélique et le Sultan
  - 2013 : Angélique (remake)
- Les Animaux fantastiques :
  - 2016 : Les Animaux fantastiques (Fantastic Beasts and Where to Find Them)
  - 2018 : Les Animaux fantastiques : Les Crimes de Grindelwald (Fantastic Beasts: The Crimes of Grindelwald)
  - 2022 : Les Animaux fantastiques : Les Secrets de Dumbledore (Fantastic Beasts: The Secrets of Dumbledore)
- Ant-Man (Marvel) :
  - 2015 : Ant-Man
  - 2018 : Ant-Man et la Guêpe (Ant-Man and the Wasp)
  - 2023 : Ant-Man et la Guêpe : Quantumania (Ant-Man and the Wasp: Quantumania)
- Antoine Doinel :
  - 1959 : Les Quatre Cents Coups
  - 1962 : Antoine et Colette (moyen-métrage)
  - 1968 : Baisers volés
  - 1970 : Domicile conjugal
  - 1979 : L'Amour en fuite
- L'Apprentie amoureuse (Kiss and Tell, 1945)  suivi de L'amour a toujours raison (A Kiss for Corliss, 1949)
- Air Bud :
  - 1997 : Air Bud : Buddy star des paniers (Air Bud)
  - 1998 : Air Bud 2 (Air Bud: Golden Receiver)
  - 2000 : Air Bud 3 (Air Bud: World Pup)
  - 2002 : Air Bud 4 : Un chien du tonnerre (Air Bud: Seventh Inning Fetch)
  - 2003 : Air Bud superstar (Air Bud: Spikes Back)
  - 2006 : Cinq Toutous prêts à tout (Air Buddies)
  - 2008 : Les Copains des neiges (Snow Buddies)
  - 2009 : Les Copains dans l'espace (Space Buddies)
  - 2009 : Les Copains fêtent Noël (Santa Buddies)
  - 2010 : La Mission de Chien Noël (The Search for Santa Paws)
  - 2011 : Les Copains et la Légende du chien maudit (Spooky Buddies)
  - 2012 : Les Copains chasseurs de trésor (Treasure Buddies)
  - 2012 : Les Chiots Noël, la relève est arrivée (Santa Paws 2: The Santa Pups)
  - 2013 : Les Copains super-héros (Super Buddies)
- L’Arme fatale :
  - 1987 : L'Arme fatale (Lethal Weapon)
  - 1989 : L'Arme fatale 2 (Lethal Weapon 2)
  - 1992 : L'Arme fatale 3 (Lethal Weapon 3)
  - 1998 : L'Arme fatale 4 (Lethal Weapon 4)
- L’Arnaque (1973) suivi de L’Arnaque 2 (1983)
- L'Arnaqueur (1961) suivi de La Couleur de l'argent (1986)
- Arthur (1981) suivi de Arthur 2 : Dans la dèche (1988)
- Arthur et les Minimoys :
  - 2006 : Arthur et les Minimoys
  - 2009 : Arthur et la Vengeance de Maltazard
  - 2010 : Arthur 3 : La Guerre des deux mondes
- Astérix et Obélix :
  - films Astérix et Obélix :
    - 1999 : Astérix et Obélix contre César
    - 2002 : Astérix et Obélix : Mission Cléopâtre
    - 2008 : Astérix aux Jeux olympiques
    - 2012 : Astérix et Obélix au service de Sa Majesté
    - 2023 : Astérix et Obélix : L'Empire du Milieu

  - films d'animation Asterix et Obélix :
    - Astérix le Gaulois (1967)
    - Astérix et Cléopâtre (1968)
    - Les Douze Travaux d'Astérix (1976)
    - Astérix et la Surprise de César (1985)
    - Astérix chez les Bretons (1986)
    - Astérix et le Coup du menhir (1989)
    - Astérix et les Indiens (1994)
    - Astérix et les Vikings (2006)
    - Astérix : Le Domaine des dieux (2014)
    - Astérix : Le Secret de la potion magique (2018)
- Ator :
  - 1982 : Ator le Conquérant (Ator l'invincibile)
  - 1984 : Ator 2 - L'invincibile Orion
  - 1987 : Ator, le Guerrier de fer (Iron Warrior ou Ator il guerriero di ferro)
  - 1990 : L'Épée du Saint-Graal (Quest for the Mighty Sword)
- Austin Powers :
  - 1997 : Austin Powers (Austin Powers: International Man of Mystery)
  - 1999 : Austin Powers 2 : L'Espion qui m'a tirée (Austin Powers: The Spy Who Shagged Me)
  - 2002 : Austin Powers dans Goldmember (Austin Powers in Goldmember)
- Avatar :
  - 2009 : Avatar
  - 2022 : Avatar : La Voie de l'eau (Avatar: The Way of Water)
- Avengers (Marvel) :
  - 2012 : Avengers (Marvel's The Avengers)
  - 2015 : Avengers : L'Ère d'Ultron (Avengers: Age of Ultron)
  - 2018 : Avengers: Infinity War
  - 2019 : Avengers: Endgame
- Les Aventures des Pieds-Nickelés (1948) suivi de Le Trésor des Pieds-Nickelés (1950)
- L’Aventure du Poséidon (The Poseidon Adventure, 1973) suivi du Dernier Secret du Poseidon (Beyond the Poseidon Adventure, 1979)
- Azumi (2003) suivi de Azumi 2: Death or Love (2005)

## B
- Babysitting (2014), Babysitting 2 (2015)
- Bad Boys :
  - 1995 : Bad Boys
  - 2003 : Bad Boys 2
  - 2020 : Bad Boys for Life
  - 2024 : Bad Boys: Ride or Die
- The Bad News Bears :
  - 1976 : La Chouette Équipe (The Bad News Bears)
  - 1977 : The Bad News Bears in Breaking Training
  - 1978 : The Bad News Bears Go to Japan
- Basic Instinct (1992) suivi de Basic Instinct 2 (2006)
- Batman :
  - de Tim Burton et Joel Schumacher :
    - 1989 : Batman
    - 1992 : Batman : Le Défi
    - 1995 : Batman Forever
    - 1997 : Batman et Robin

  - série The Dark Knight réalisé par Christopher Nolan :
    - 2005 : Batman Begins
    - 2008 : The Dark Knight : Le Chevalier noir
    - 2012 : The Dark Knight Rises

  - série de l'UCDC réalisé par Zack Snyder
    - 2016 : Batman v Superman : L'aube de la justice
    - 2017 : Justice League
    - 2021 : Zack Snyder's Justice League
- Battle Royale (Batoru rowaiaru, 2000) suivi de Battle Royale 2: Requiem (Batoru rowaiaru : Rekuiemu, 2003)
- Beethoven :
  - 1992 : Beethoven
  - 1993 : Beethoven 2 (Beethoven’s 2nd)
  - 2000 : Beethoven 3 (Beethoven’s 3rd)
  - 2001 : Beethoven 4 (Beethoven’s 4th)
  - 2003 : Beethoven et le Trésor perdu (Beethoven’s 5th)
  - 2008 : Beethoven : Une star est née ! (Beethoven’s Big Break)
  - 2011 : Beethoven sauve Noël (Beethoven’s Christmas Adventure)
  - 2014 : Beethoven et le Trésor des pirates (Beethoven's Treasure Tail)
- Before :
  - Before Sunrise (1995)
  - Before Sunset (2004)
  - Before Midnight (2013)
- Bélisaire et Prudence Beresford :
  - 2005 : Mon petit doigt m'a dit
  - 2008 : Le crime est notre affaire
  - 2012 : Associés contre le crime
- Benjamin Gates et le Trésor des Templiers (National Treasure, 2004) suivi de Benjamin Gates et le Livre des secrets (National Treasure: Book of Secrets, 2007)
- Autobiographie de Claude Berri :
  - 1967 : Le Vieil Homme et l’Enfant
  - 1969 : Mazel Tov ou le Mariage
  - 1970 : Le Cinéma de papa
  - 1970 : Le Pistonné
  - 1972 : Sex-shop
  - 1976 : La Première Fois
  - 1999 : La Débandade
  - 2005 : L’un reste, l’autre part
- Beyond the Door :
  - 1974 : Le Démon aux tripes (Beyond the Door)
  - 1977 : Les Démons de la nuit (Beyond the Door II)
  - 1989 : Beyond the Door III
- Les Bidasses :
  - 1971 : Les Bidasses en folie
  - 1974 : Les bidasses s'en vont en guerre
  - 1983 : Le Retour des bidasses en folie
- The Big Doll House (1971) suivi de The Big Bird Cage (1972)
- Big Mamma :
  - 2000 : Big Mamma (Big Momma’s House)
  - 2006 : Big Mamma 2 (Big Momma’s House 2)
  - 2011 : Big Mamma : De père en fils (Big Mommas: Like Father, Like Son)
- Black Mask (1996) suivi de Black Mask 2: City of Masks (2002)
- Black Mic-Mac (1986) suivi de Black Mic-Mac 2 (1988)
- Blade :
  - 1998 : Blade
  - 2002 : Blade 2
  - 2004 : Blade: Trinity
- Blondie, serial américain des années 1950
- The Blues Brothers (1980) suivi de Blues Brothers 2000 (1998)
- Blue Crush (2002) suivi de Blue Crush 2 (2011)
- Borat (2006) suivi de Borat, nouvelle mission filmée (2020)
- Borsalino (1970) suivi de Borsalino and Co. (1974)
- Bouge pas, meurs, ressuscite (1989) suivi de Une vie indépendante (1992)
- La Boum (1980) suivi de La Boum 2 (1982)
- Brice de Nice (2005) suivi de Brice 3 (2016)
- Bridget Jones :
  - 2001 : Le Journal de Bridget Jones (Bridget Jones’s Diary)
  - 2004 : Bridget Jones : L'Âge de raison (Bridget Jones: The Edge of Reason)
  - 2016 : Bridget Jones Baby
- Les Bronzés :
  - 1978 : Les Bronzés
  - 1979 : Les Bronzés font du ski
  - 2006 : Les Bronzés 3 : Amis pour la vie
- Butch Cassidy et le Kid (1969) suivi des Joyeux Débuts de Butch Cassidy et le Kid (1979)

## C
- La Cage aux folles :
  - 1978 : La Cage aux folles
  - 1980 : La Cage aux folles 2
  - 1985 : La Cage aux folles 3
  - 1996 : Birdcage (remake)
- Callaghan :
  - 1955 : À toi de jouer Callaghan
  - 1955 : Plus de whisky pour Callaghan
  - 1957 : Et par ici la sortie
  - 1961 : Callaghan remet ça
- Camping :
  - 2006 : Camping
  - 2010 : Camping 2
  - 2016 : Camping 3
- Candyman :
  - 1992 : Candyman
  - 1995 : Candyman 2 (Candyman: Farewell to the Flesh)
  - 1999 : Candyman 3 : Le Jour des morts (Candyman: Day of the Dead)
- Cannonball :
  - 1981 : L'Équipée du Cannonball (The Cannonball Run)
  - 1984 : Cannonball 2 (Cannonball Run II)
  - 1989 : Cannonball 3 (Speed Zone!)
- Les Canons de Navarone (1961) suivi de L’ouragan vient de Navarone (1978)
- Captain America (Marvel) :
  - 2011 : Captain America: First Avenger
  - 2014 : Captain America : Le Soldat de l'hiver (Captain America: The Winter Soldier)
  - 2016 : Captain America: Civil War
  - 2025 : Captain America: Brave New World
- Caroline chérie :
  - 1951 : Caroline chérie
  - 1953 : Un caprice de Caroline chérie
  - 1955 : Le Fils de Caroline chérie
  - 1968 : Caroline chérie (remake)
- Carrie :
  - 1976 : Carrie au bal du diable
  - 1999 : Carrie 2 : La Haine
  - 2013 : Carrie : La Vengeance
- Carry On (en), serial britannique
- Chained Heat :
  - 1983 : Les Anges du mal (Chained Heat)
  - 1993 : Chained Heat : enchaînées (Chained Heat II)
  - 1998 : Chained Heat 3: Hell Mountain
- Champignol :
  - 1957 : Nous autres à Champignol
  - 1959 : Le Gendarme de Champignol
  - 1966 : Le Caïd de Champignol
- Charlie Chan
- Charlie's Angels :
  - 2000 : Charlie et ses drôles de dames
  - 2003 : Charlie’s Angels 2 : Les Anges se déchaînent !
  - 2019 : Charlie's Angels
- La Chatte (1958) suivi de La Chatte sort ses griffes (1960)
- Che, 1re partie : L’Argentin (2008) suivi de Che, 2e partie : Guerilla (2008)
- Le Cheik (1921) suivi de Le Fils du cheik (1926)
- Chéri-Bibi (1938) ; Chéri-Bibi (1955)
- Chérie, j'ai rétréci les gosses (franchise)
  - 1989 : Chérie, j'ai rétréci les gosses
  - 1992 : Chérie, j'ai agrandi le bébé
  - 1997 : Chérie, nous avons été rétrécis
- Chinatown (1974) suivi de The Two Jakes (1990)
- A Christmas Prince:
  - 2017 : A Christmas Prince
  - 2018 : A Christmas Prince: The Royal Wedding
  - 2019 : A Christmas Prince: The Royal Baby
- Les Chroniques de Riddick :
  - 2000 : Pitch Black
  - 2004 : Les Chroniques de Riddick
  - 2013 : Riddick
- Chroniques des vampires :
  - 1994 : Entretien avec un vampire (Interview with the Vampire)
  - 2002 : La Reine des damnés (Queen of the Damned)
- Le Choc des Titans (2010) suivi de La Colère des Titans (2012)
- Chucky :
  - 1988 : Jeu d’enfant (Child’s Play)
  - 1990 : Chucky, la poupée de sang (Child’s Play 2)
  - 1991 : Chucky 3 (Child’s Play 3)
  - 1998 : La Fiancée de Chucky (Bride of Chucky)
  - 2004 : Le Fils de Chucky (Seed of Chucky)
  - 2013 : La Malédiction de Chucky (The curse of Chucky)
  - 2017 : Le Retour de Chucky (Cult of Chucky)
  - 2019 : Child's Play : La Poupée du mal (Child's Play)
- La Chute :
  - 2013 : La Chute de la Maison-Blanche (Olympus Has Fallen)
  - 2016 : La Chute de Londres (London Has Fallen)
  - 2019 : La Chute du Président (Angel Has Fallen)
- Cinquante nuances de Grey :
  - 2015 : Cinquante nuances de Grey (Fifty Shades of Grey)
  - 2017 : Cinquante nuances plus sombres (Fifty Shades Darker)
  - 2018 : Cinquante nuances plus claires (Fifty Shades Freed)
- La Coccinelle :
  - 1968 : Un amour de Coccinelle (The Love Bug)
  - 1974 : Le Nouvel Amour de Coccinelle (Herbie Rides Again)
  - 1977 : La Coccinelle à Monte-Carlo (Herbie Goes to Monte Carlo)
  - 1980 : La Coccinelle à Mexico (Herbie Goes Bananas)
  - 2005 : La Coccinelle revient (Herbie: Fully Loaded, remake)
- Cocoon (1985) suivi de Cocoon, le retour (1988)
- Cœur des hommes :
  - 2003 : Le Cœur des hommes
  - 2007 : Cœur des hommes 2
  - 2013 : Le Cœur des hommes 3
- La colline a des yeux :
  - 1977 : La colline a des yeux (The Hills Have Eyes)
  - 1985 : La colline a des yeux 2 (The Hills Have Eyes Part II)
  - 2006 : La colline a des yeux (The Hills Have Eyes, remake)
  - 2007 : La colline a des yeux 2 (The Hills Have Eyes II, remake)
- Comédies et proverbes d’Éric Rohmer :
  - 1981 : La Femme de l’aviateur
  - 1982 : Le Beau Mariage
  - 1983 : Pauline à la plage
  - 1984 : Les Nuits de la pleine lune
  - 1986 : Le Rayon vert
  - 1987 : L’Ami de mon amie
- Comme chiens et chats :
  - 2001 : Comme chiens et chats (Cats & Dogs)
  - 2010 : Comme chiens et chats : La Revanche de Kitty Galore (Cats & Dogs: The Revenge of Kitty Galore)
  - 2020 : Comme chiens et chats : Patte dans la patte (Cats and Dogs 3: Paws Unite!)
- La Condition de l’homme de Masaki Kobayashi :
  - 1959 : Il n’y a pas de plus grand amour
  - 1959 : Le Chemin de l’éternité
  - 1961 : La Prière du soldat
- Conan le Barbare :
  - 1982 : Conan le Barbare (Conan the Barbarian)
  - 1984 : Conan le Destructeur (Conan the Destroyer)
  - 2011 : Conan (Conan the Barbarian)
- Conjuring (The Conjuring) :
  - 2013 : Conjuring : Les Dossiers Warren  (The Conjuring)
  - 2014 : Annabelle
  - 2016 : Conjuring 2 : Le Cas Enfield  (The Conjuring 2: The Enfield Poltergeist)
  - 2017 : Annabelle 2 : La Création du mal  (Annabelle 2: Creation)
  - 2018 : La Nonne (The Nun)
  - 2019 : La Malédiction de la dame blanche  (The Curse of La Llorrona)
  - 2019 : Annabelle 3 : La Maison du mal  (Annabelle Comes Home)
  - 2020 : Conjuring : Sous l'emprise du Diable  (The Conjuring 3: The Devil Made Me Do It)
- Contes des quatre saisons d’Éric Rohmer :
  - 1990 : Conte de printemps
  - 1992 : Conte d’hiver
  - 1996 : Conte d’été
  - 1998 : Conte d’automne
- Coplan :
  - 1957 : Action immédiate
  - 1964 : Coplan, agent secret FX 18
  - 1964 : Coplan prend des risques
  - 1966 : Coplan FX 18 casse tout
  - 1967 : Coplan ouvre le feu à Mexico
  - 1968 : Coplan sauve sa peau
- Smokey and the Bandit :
  - 1977 : Cours après moi shérif (Smokey and the Bandit)
  - 1980 : Tu fais pas le poids, shérif ! (Smokey and the Bandit II)
  - 1983 : Smokey and the Bandit Part 3
- Creepshow (1982) suivi de Creepshow 2 (1987)
- Critters :
  - 1986 : Critters
  - 1988 : Critters 2 (Critters 2: The Main Course)
  - 1991 : Critters 3
  - 1992 : Critters 4
- Crocodile Dundee :
  - 1986 : Crocodile Dundee
  - 1988 : Crocodile Dundee 2
  - 2001 : Crocodile Dundee 3 (Crocodile Dundee in Los Angeles)
- Les Croods (The Croods) (2013), Les Croods 2 : Une nouvelle ère (The Croods: A New Age) (2020)
- The Crow :
  - 1994 : The Crow
  - 1996 : The Crow : La Cité des anges (The Crow : City of Angels)
  - 2000 : The Crow 3 : Salvation
  - 2005 : The Crow: Wicked Prayer
- Cube :
  - 1997 : Cube
  - 2002 : Cube² : Hypercube
  - 2004 : Cube Zero

## D
- Danse ta vie (Center Stage, 2000) suivi de Danse ta vie 2 (Center Stage: Turn It Up, 2008)
- Dar l’invincible :
  - 1982 : Dar l’invincible (The Beastmaster)
  - 1991 : Dar l’invincible 2 : La Porte du temps (Beastmaster 2: Through the Portal of Time)
  - 1996 : Dar l’invincible 3 : L’Œil de Braxus (Beastmaster: The Eye of Braxus)
- Dave Robicheaux :
  - 1996 : Vengeance froide (Heaven’s Prisoners)
  - 2009 : Dans la brume électrique (In the Electric Mist)
- Dead or Alive :
  - 1999 : Dead or Alive (Dead or Alive: Hanzaisha)
  - 2000 : Dead or Alive 2 (Dead or Alive 2: Tōbōsha)
  - 2002 : Dead or Alive 3 (Dead or Alive: Final)
- Le Décalogue, série de 10 moyens-métrages de Krzysztof Kieslowski, dont deux exploités sous forme de longs-métrages
  - 1988 : Tu ne tueras point (Krótki film o zabijaniu)
  - 1988 : Brève histoire d’amour (Krótki film o milosci)
- Le Déclin de l'empire américain :
  - 1986 : Le Déclin de l’empire américain
  - 2003 : Invasions barbares
  - 2007 : L’Âge des ténèbres
- Delta Force :
  - 1986 : Delta Force (The Delta Force)
  - 1990 : Delta Force 2: The Colombian Connection
  - 1991 : Delta Force 3 (Delta Force 3: The Killing Game)
- Démons :
  - 1985 : Démons (Dèmoni)
  - 1986 : Démons 2 (Dèmoni 2 - L’incubo ritorna)
  - 1991 : Demoni 3
- Les Démons du maïs :
  - 1984 : Les Démons du maïs (Children of the Corn)
  - 1993 : Les Démons du maïs 2 : Le Sacrifice final (Children of the Corn II: The Final Sacrifice)
  - 1995 : Les Démons du maïs 3 (Children of the Corn III: Urban Harvest)
  - 1996 : Les Démons du maïs 4 (Children of the Corn IV: The Gathering)
  - 1998 : Les Démons du maïs 5 (Children of the Corn V: Fields of Terror)
  - 1999 : Les Démons du maïs 6 (Children of the Corn 666: Isaac’s Return)
  - 2001 : Les Démons du maïs 7 (Children of the Corn: Revelation)
  - 2011 : Children of the Corn: Genesis
- Les Dents de la mer :
  - 1975 : Les Dents de la mer (Jaws)
  - 1978 : Les Dents de la mer, 2e partie (Jaws 2)
  - 1983 : Les Dents de la mer 3 en relief (Jaws 3-D)
  - 1987 : Les Dents de la mer 4 : La Revanche (Jaws: The Revenge)
- La Dernière Séance (The Last Picture Show, 1971) suivi de Texasville (1990)
- Derrière la porte verte (1972) suivi de Behind the Green Door: the Sequel (1986)
- Destination Finale (Final Destination)
  - 2000 : Destination finale (Destination finale - Vol 180)
  - 2003 : Destination finale 2 (L'autoroute vers les ténèbres)
  - 2006 : Destination finale 3 (Le manège d'un diable)
  - 2009 : Destination finale 4 (Course pour la mort)
  - 2011 : Destination finale 5 (Pont de la mort)
- Deuxième Bureau :
  - 1956 : Alerte au deuxième bureau
  - 1957 : Deuxième Bureau contre inconnu
  - 1958 : Rapt au Deuxième Bureau
  - 1961 : Deuxième Bureau contre terroristes
- Die Hard :
  - 1988 : Piège de cristal (Die Hard)
  - 1990 : 58 minutes pour vivre (Die Hard 2)
  - 1995 : Une journée en enfer (Die Hard with a Vengeance)
  - 2007 : Die Hard 4 : Retour en enfer (Live Free or Die Hard)
  - 2013 : Die Hard : Belle journée pour mourir (A Good Day to Die Hard)
- Divergente :
  - 2014 : Divergente (Divergent)
  - 2015 : Divergente 2 : L'Insurrection (Insurgent)
  - 2016 : Divergente 3 : Au-delà du mur (Allegiant)
- Dieu me savonne (1976) suivi de Les anges se fendent la gueule (1983)
- Les Dieux du jeu :
  - 1989 : Les Dieux du jeu (Du shen)
  - 1990 : God of Gamblers 2 (Dou hap)
  - 1991 : God of Gamblers 3: Back to Shanghai (Dǔxiá èr Shànghǎi tān Dǔshèng)
  - 1994 : L’Arnaqueur de Hong Kong (Du shen xu ji)
  - 1997 : God of Gamblers 3: The Early Stage (Dou san 3 tsi siunin dou san)
- Les dieux sont tombés sur la tête (1980) suivi de Les dieux sont tombés sur la tête 2 (1989)
- Django (1966), suivi de Django 2 : Le Grand Retour (Django 2 : il grande ritorno) (1987)
- Docteur Christian :
  - 1939 : Meet Dr. Christian
  - 1940 : Remedy for Riches
  - 1940 : The Courageous Dr. Christian
  - 1940 : Dr. Christian Meets the Women
  - 1941 : Melody for Three
  - 1941 : They Meet Again
- Docteur Dolittle :
  - 1967 : L’Extravagant Docteur Dolittle (Doctor Dolittle)
  - 1998 : Docteur Dolittle (Dr. Dolittle)
  - 2001 : Docteur Dolittle 2 (Doctor Dolittle 2)
  - 2006 : Docteur Dolittle 3 (Doctor Dolittle 3)
  - 2008 : Docteur Dolittle 4 (Dr. Dolittle: Tail to the Chief)
  - 2009 : Docteur Dolittle 5 (Dr. Dolittle: Million Dollar Mutts)
- Docteur Kildare :
  - 1937 : La Loi du milieu (Internes Can’t Take Money)
  - 1938 : Le Jeune docteur Kildare (Young Dr. Kildare)
  - 1939 : On demande le docteur Kildare (Calling Dr. Kildare)
  - 1939 : Le Secret du docteur Kildare (The Secret of Dr. Kildare)
  - 1940 : Dr. Kildare’s Strange Case
  - 1940 : Dr. Kildare Goes Home
  - 1940 : Dr. Kildare’s Crisis
  - 1941 : The People vs. Dr. Kildare
  - 1941 : Dr. Kildare’s Wedding Day
  - 1942 : Dr. Kildare’s Victory
- Docteur Mabuse :
  - 1922 : Docteur Mabuse le joueur (Doktor Mabuse, der Spieler)
  - 1933 : Le Testament du docteur Mabuse (Das Testament des Docktor Mabuse)
  - 1960 : Le Diabolique Docteur Mabuse (Die tausend Augen des Dr. Mabuse)
  - 1961 : Le Retour du docteur Mabuse  (Im Stahlnetz des Dr. Mabuse)
  - 1962 : L’Invisible Docteur Mabuse (Die Unsichtbaren Krallen des Dr. Mabuse)
  - 1962 : Le Testament du docteur Mabuse (Das Testament des Docktor Mabuse, remake)
  - 1964 : Mabuse attaque Scotland Yard (Scotland Yard jagt Dr. Mabuse)
  - 1964 : Docteur Mabuse et le rayon de la mort (Die Todesstrahlen des Dr. Mabuse)
  - 1972 : La Vengeance du docteur Mabuse (La Venganza del doctor Mabuse)
  - 1990 : Docteur M
- Docteur Phibes : voir L’Abominable Docteur Phibes
- Dogme95 : 50 films
- Don Camillo :
  - 1952 : Le Petit Monde de don Camillo (Don Camillo)
  - 1953 : Le Retour de don Camillo (Il ritorno di don Camillo)
  - 1955 : La Grande Bagarre de don Camillo (Don Camillo e l'Onorevole Peppone)
  - 1961 : Don Camillo Monseigneur (Don Camillo monsignore ma non troppo)
  - 1965 : Don Camillo en Russie (Il compagno don Camillo)
  - 1971 : Don Camillo et les Contestataires (Don Camillo e i giovani d'oggi)
- Doux, dur et dingue (1978) suivi de Ça va cogner (1980)
- Les Douze Salopards :
  - 1967 : Les Douze Salopards (The Dirty Dozen)
  - 1985 : Les Douze Salopards 2 (The Dirty Dozen : Next Mission)
  - 1987 : Les Douze Salopards : Mission Suicide (The Dirty Dozen : The Deadly Mission)
  - 1988 : The Dirty Dozen: The Fatal Mission
- Dracula (cycle de la Hammer) :
  - 1958 : Le Cauchemar de Dracula (Horror of Dracula)
  - 1966 : Dracula, prince des ténèbres (Dracula: Prince of Darkness)
  - 1968 : Dracula et les Femmes (Dracula has risen from the Grave)
  - 1970 : Une messe pour Dracula (Taste the Blood of Dracula)
  - 1970 : Les Cicatrices de Dracula (Scars of Dracula)
  - 1972 : Dracula 73 (Dracula A.D. 1972)
  - 1974 : Dracula vit toujours à Londres (The Satanic Rites of Dracula)
  - 1974 : La Légende des sept vampires d’or (The Legend of the 7 Golden Vampires)
- Dragons :
  - 2010 : Dragons (How to Train Your Dragon)
  - 2014 : Dragons 2 (How to Train Your Dragon 2)
  - 2019 : Dragons 3 : Le Monde caché (How to Train Your Dragon: The Hidden World)

## E
- L’Eau des collines :
  - 1952 : Manon des sources
  - 1952 : Ugolin
  - 1986 : Jean de Florette
  - 1986 : Manon des sources
- Eko Eko Azarak :
  - 1995 : Eko Eko Azarak: Wizard of Darkness (Eko Eko Azaraku)
  - 1996 : Eko Eko Azarak 2: Birth of the Wizard (Eko Eko Azaraku II)
  - 1998 : Eko Eko Azarak 3: Misa the Dark Angel (Eko Eko Azaraku III)
  - 2001 : Eko Eko Azarak 4 (Eko Eko Azaraku IV)
- Election (2005) suivi de Election 2 (2006)
- L'Élève Ducobu :
  - 2011 : L’Élève Ducobu
  - 2012 : Vacances de Ducobu
  - 2020 : Ducobu 3
- Elizabeth, la reine vierge (1998) suivi de Elizabeth : L’Âge d'or (2007)
- El Mariachi :
  - 1993 : El Mariachi
  - 1995 : Desperado
  - 2003 : Il était une fois au Mexique… Desperado 2 (Once Upon a Time in Mexico)
- Emmanuelle :
  - 1969 : Moi, Emmanuelle (Io, Emmanuelle)
  - 1974 : Emmanuelle
  - 1975 : Emmanuelle l’antivierge
  - 1977 : Good-bye, Emmanuelle
  - 1984 : Emmanuelle 4
  - 1987 : Emmanuelle 5
  - 1988 : Emmanuelle 6
  - 1993 : Emmanuelle au 7e ciel
  - 1994 : Emmanuelle dans l’espace (en) (Emmanuelle : First Contact) et ses suites
  - 2003 : Emmanuelle à Rio
  - 2009 :What else Emmanuelle
- En route vers… :
  - 1940 : En route vers Singapour (Road to Singapore)
  - 1941 : En route vers Zanzibar (Road to Zanzibar)
  - 1942 : En route vers le Maroc (Road to Morocco)
  - 1946 : En route vers l’Alaska (Road to Utopia)
  - 1947 : En route vers Rio (Road to Rio)
  - 1952 : En route vers Bali (Road to Bali)
  - 1962 : Astronautes malgré eux (The Road To Hong Kong)
- Et la tendresse ? Bordel ! (1979) suivi de Zig Zag Story (1983)
- L’Étalon noir :
  - 1979 : L’Étalon noir (The Black Stallion)
  - 1983 : Le Retour de l’étalon noir (The Black Stallion Returns)
  - 2003 : La Légende de l’étalon noir (The Young Black Stallion)
- Étroite Surveillance (Stakeout, 1987) suivi de Indiscrétion assurée (Another Stakeout, 1993)
- Evil Dead :
  - 1981 : Evil Dead
  - 1987 : Evil Dead 2
  - 1992 : Evil Dead 3
  - 2013 : Evil Dead
- Evil Dead Trap :
  - 1988 : Evil Dead Trap (Shiryō no wana)
  - 1991 : Evil Dead Trap 2 (Shiryō no wana 2: Hideki)
  - 1993 : Evil Dead Trap 3: Broken Love Killer (Chigireta ai no satsujin)
- L’Exorciste :
  - 1973 : L’Exorciste (The Exorcist)
  - 1977 : L’Exorciste 2 : L’Hérétique (Exorcist II: The Heretic)
  - 1990 : L’Exorciste, la suite (The Exorcist III : Legion)
  - 2004 : L’Exorciste : Au commencement (Exorcist: The Beginning)
  - 2005 : Dominion: Prequel to the Exorcist
- The Expendables de Sylvester Stallone
  - 2010 : Expendables : Unité spéciale
  - 2012 : Expendables 2 : Unité spéciale
  - 2014 : Expendables 3
- The Eye :
  - 2002 : The Eye
  - 2004 : The Eye 2
  - 2005 : The Eye 3, l’au-delà
  - 2008 : The Eye (remake)

## F
- La Famille Addams :
  - 1991 : La Famille Addams (The Addams Family)
  - 1993 : Les Valeurs de la famille Addams (Addams Family Values)
  - 1998 : La Famille Addams : Les Retrouvailles (Addams Family Reunion)
- La Famille Illico :
  - 1946 : Bringing Up Father
  - 1947 : Jiggs and Maggie in Society
  - 1948 : Jiggs and Maggie in Court
  - 1949 : Jiggs and Maggie in Jackpot Jitters
  - 1950 : Jiggs and Maggie Out West
- Fantômas :

| sérial de Louis Feuillade - 1913 : Fantômas - 1913 : Juve contre Fantômas - 1913 : Le Mort qui tue - 1914 : Fantômas contre Fantômas - 1914 : Le Faux Magistrat | trilogie Fantômas - 1964 : Fantômas - 1965 : Fantômas se déchaîne - 1967 : Fantômas contre Scotland Yard |

- Farrebique (1946) suivi de Biquefarre (1983)
- Fast and Furious :
  - 2001 : Fast and Furious
  - 2003 : 2 Fast 2 Furious
  - 2006 : Fast and Furious: Tokyo Drift
  - 2009 : Fast and Furious 4
  - 2011 : Fast and Furious 5
  - 2013 : Fast and Furious 6
  - 2015 : Fast and Furious 7
  - 2017 : Fast and Furious 8
  - 2019 : Fast and Furious: Hobbs and Shaw
  - 2021 : Fast and Furious 9
  - 2023 : Fast and Furious 10
- La Féline (Cat People, 1942) suivi de La Malédiction des hommes-chats (The Curse of the Cat People, 1944)
- La Femme scorpion :
  - 1972 : La Femme scorpion (女囚７０１号 さそり, Joshū 701-gō: Sasori?)
  - 1972 : Elle s'appelait Scorpion (女囚さそり 第４１雑居房, Joshū sasori: Dai-41 zakkyo-bō?)
  - 1973 : La Tanière de la bête (女囚さそり けもの部屋, Joshū sasori Kemono-beya?)
  - 1973 : Mélodie de la rancune (女囚さそり 701号怨み節, Joshū sasori: 701-gō urami-bushi?)
  - 1976 : New Female Prisoner Scorpion:#701 (新・女囚さそり 701号, Shin joshū sasori: 701-gō?)
  - 1977 : New Female Convict Scorpion Special: Block X (新・女囚さそり 特殊房X, Shin joshū sasori: Tokushubō X?)
  - 1991 : Scorpion Woman Prisoner: Death Threat (女囚さそり 殺人予告, Joshū sasori: Satsujin yokoku?)
  - 1997 : Sasori in U.S.A.
  - 1998 : Scorpion: Double Venom (サソリ 女囚７０１号, Sasori: Joshū 701-gō?)
  - 1998 : Scorpion: Double Venom 2 (サソリ 殺す天使, Sasori: Korosu tenshi?)
- La Femme Vampir (2009) suivi de La Femme Vampir, volume 2 (2010)
- Fight Back to School :
  - 1991 : Fight Back to School (Tao xue wei long)
  - 1992 : Fight Back to School 2 (Tao xue wei long 2)
  - 1993 : Fight Back to School 3 (Tao xue wei long zhi long guo ji nian)
- Fletch aux trousses (1985) suivi de Autant en emporte Fletch ! (1989)
- Le Flic de Beverly Hills :
  - 1984 : Le Flic de Beverly Hills (Beverly Hills Cop)
  - 1987 : Le Flic de Beverly Hills 2 (Beverly Hills Cop II)
  - 1994 : Le Flic de Beverly Hills 3 (Beverly Hills Cop III)
- Fortress (1993) suivi de Fortress 2 : Réincarcération (1999)
- François Pignon :
  - 1973 : L’Emmerdeur
  - 1983 : Les Compères
  - 1986 : Les Fugitifs
  - 1998 : Le Dîner de cons
  - 2001 : Le Placard
  - 2005 : La Doublure
  - 2008 : L’Emmerdeur
- Frankenstein (série de 1931) :
  - 1931 : Frankenstein
  - 1935 : La Fiancée de Frankenstein (The Bride of Frankenstein)
  - 1939 : Le Fils de Frankenstein (Son of Frankenstein)
  - 1942 : Le Fantôme de Frankenstein (The Ghost of Frankenstein)
  - 1943 : Frankenstein rencontre le loup-garou (Frankenstein Meets the Wolf Man)
  - 1944 : La Maison de Frankenstein (House of Frankenstein)
  - 1945 : La Maison de Dracula (House of Dracula)
  - 1948 : Deux Nigauds contre Frankenstein (Abbott and Costello meet Frankenstein)
- Freddy Krueger :
  - 1984 : Les Griffes de la nuit (A Nightmare on Elm Street)
  - 1985 : La Revanche de Freddy (A Nightmare on Elm Street Part 2: Freddy’s Revenge)
  - 1987 : Les Griffes du cauchemar (A Nightmare on Elm Street 3: Dream Warriors)
  - 1988 : Le Cauchemar de Freddy (A Nightmare on Elm Street 4: The Dream Master)
  - 1990 : L’Enfant du cauchemar (A Nightmare on Elm Street 5: The Dream Child)
  - 1991 : La Fin de Freddy : L’Ultime Cauchemar (Freddy’s Dead: The Final Nightmare)
  - 1994 : Freddy sort de la nuit (New Nightmare)
  - 2003 : Freddy contre Jason (Freddy vs. Jason)
  - 2010 : Freddy : Les Griffes de la nuit (A Nightmare on Elm Street, remake)
- French Connection (1971) suivi de French Connection 2 (1975)
- Fu Manchu (série avec Christopher Lee) :
  - 1965 : Le Masque de Fu-Manchu (The Face of Fu Manchu)
  - 1966 : Les 13 Fiancées de Fu Manchu (The Brides of Fu Manchu)
  - 1967 : La Vengeance de Fu Manchu (The Vengeance of Fu Manchu)
  - 1967 : Le Sang de Fu Manchu (The Blood of Fu Manchu)
  - 1968 : Le Château de Fu Manchu
- Le Fugitif (1993) suivi de U.S. Marshals (1998)
- Funny Girl (1968) suivi de Funny Lady (1975)
- F/X, effets de choc (1986) suivi de F/X2, effets très spéciaux (1991)

## G
- Gamera :

| - 1965 : Gamera (Daikaijū Gamera) - 1966 : Gamera contre Barugon (Daikaijū kessen: Gamera tai Barugon) - 1967 : Gamera contre Gyaos (Daikaijū Kuchu Kessan: Gamera tai Giyaosu) - 1968 : Gamera contre Viras (Gamera tai Uchu Kaijū Bairasu) - 1969 : Gamera contre Guiron (Gamera tai Daiakaijū Giron) - 1970 : Gamera contre Jiger (Gamera tai Daimajū Jaigā) - 1971 : Gamera contre Zigra (Gamera tai Shinkai Kaijū Jigura) - 1980 : Gamerak (Uchu Kaijū Gamera) | - 1995 : Gamera : Gardien de l’Univers (Gamera: Daikaijū Kuchu Kessen) - 1996 : Gamera 2: Attack of Legion (Gamera Tsū: Region Shūrai) - 1999 : Gamera 3: The Revenge of Iris (Gamera Surī Jyashin Irisu Kakusei) - 2003 : Gamera 4: The Truth - 2006 : Gamera: The Brave (Chīsaki Yūsha Tachi ～Gamera) |

- Garfield (2004) suivi de Garfield 2 (2006)
- Les Gardiens de la Galaxie (Marvel) :
  - 2014 : Les Gardiens de la Galaxie (Guardians of the Galaxy)
  - 2017 : Les Gardiens de la Galaxie 2 (Guardians of the Galaxy Vol. 2)
  - 2023 : Les Gardiens de la Galaxie Vol. 3 (Guardians of the Galaxy Vol. 3)
- Le Gendarme :
  - 1964 : Le Gendarme de Saint-Tropez
  - 1965 : Le Gendarme à New York
  - 1968 : Le Gendarme se marie
  - 1970 : Le Gendarme en balade
  - 1979 : Le Gendarme et les Extra-terrestres
  - 1982 : Le Gendarme et les Gendarmettes
- Gen-X Cops (1999) suivi de Gen-Y Cops (2000)
- Ghost in the Shell (1995) suivi de Ghost in the Shell 2: Innocence (2004)
- Gidget :
  - 1959 : Gidget
  - 1961 : Gidget Goes Hawaiian
  - 1963 : Gidget Goes to Rome
- G.I. Joe : Le Réveil du Cobra (2009) suivi de G.I. Joe : Conspiration (2013)
- La Gloire de mon père (1990) suivi du Château de ma mère (1990)
- Godzilla : 37 films
- Le Golf en folie (Caddyshack, 1980) suivi de Caddyshack II (1988)
- Le Gorille :
  - 1957 : Le Gorille vous salue bien
  - 1959 : La Valse du Gorille
  - 1962 : Le Gorille a mordu l’archevêque
- Le Grand Blond avec une chaussure noire (1972) suivi du Retour du grand blond (1974)
- Le Grand Pardon (1982) suivi du Grand Pardon 2 (1992)
- Grease (1978) suivi de Grease 2 (1982)
- Gremlins (1984) suivi de Gremlins 2, la nouvelle génération (1990)
- Guerre et Paix, quatre films de Serge Bondartchouk

## H
- Halloween :
  - 1978 : Halloween, la nuit des masques (John Carpenter’s Halloween)
  - 1981 : Halloween 2
  - 1983 : Halloween 3 : Le Sang du sorcier (Halloween III: Season of the Witch)
  - 1988 : Halloween 4 : Le Retour de Michael Myers (Halloween 4: The Return of Michael Myers)
  - 1989 : Halloween 5 : La Revanche de Michael Myers (Halloween 5: The Revenge of Michael Myers)
  - 1995 : Halloween 6 : La Malédiction de Michael Myers (Halloween: The Curse of Michael Myers)
  - 1998 : Halloween, 20 ans après (Halloween H20: Twenty Years Later)
  - 2002 : Halloween : Resurrection
  - 2007 : Halloween
  - 2009 : Halloween 2
  - 2018 : Halloween
  - 2021 : Halloween Kills
  - 2022 : Halloween Ends
- Hannibal Lecter :
  - 1986 : Le Sixième Sens (Manhunter)
  - 1991 : Le Silence des agneaux (The Silence of the Lambs)
  - 2001 : Hannibal
  - 2002 : Dragon rouge (Red Dragon)
  - 2007 : Hannibal Lecter : Les Origines du mal (Hannibal Rising)
- Harry Potter :
  - 2001 : Harry Potter à l’école des sorciers (Harry Potter and the Philosopher’s Stone)
  - 2002 : Harry Potter et la Chambre des secrets (Harry Potter and the Chamber of Secrets)
  - 2004 : Harry Potter et le Prisonnier d’Azkaban (Harry Potter and the Prisoner of Azkaban)
  - 2005 : Harry Potter et la Coupe de feu (Harry Potter and the Goblet of Fire)
  - 2007 : Harry Potter et l'Ordre du Phénix (Harry Potter and the Order of the Phoenix)
  - 2009 : Harry Potter et le Prince de sang-mêlé (Harry Potter and the Half-Blood Prince)
  - 2010 : Harry Potter et les Reliques de la Mort, partie 1 (Harry Potter and the Deathly Hallows – Part 1)
  - 2011 : Harry Potter et les Reliques de la Mort, partie 2 (Harry Potter and the Deathly Hallows – Part 2)
- L'Épée céleste et le Sabre du dragon :
  - 1963-1965 : Story of the Sword and the Sabre (film en 4 parties)
  - 1978 : Heaven Sword and Dragon Sabre (Yi tian tu long ji)
  - 1984 : The Hidden Power of the Dragon Sabre (Moh din tiu lung)
  - 1993 : Evil Cult (Yi tian tu long ji: Zhi mo jiao jiao zhu)
- Hellboy (2004) suivi de Hellboy 2 : Les Légions d’or maudites (2008)
- Hellraiser :
  - 1987 : Hellraiser : Le Pacte (Hellraiser)
  - 1988 : Hellraiser 2 : Les Écorchés (Hellbound: Hellraiser II)
  - 1992 : Hellraiser 3 (Hellraiser III: Hell on Earth)
  - 1996 : Hellraiser 4 (Hellraiser: Bloodline)
  - 2000 : Hellraiser 5 (Hellraiser: Inferno)
  - 2002 : Hellraiser 6 (Hellraiser: Hellseeker)
  - 2003 : Hellraiser 7 (Hellraiser: Deader)
  - 2005 : Hellraiser 8 (Hellraiser: Hellworld)
  - 2011 : Hellraiser: Revelations
  - 2018 : Hellraiser: Judgment
- Highlander :
  - 1986 : Highlander
  - 1990 : Highlander, le retour (Highlander 2, The Quickening)
  - 1994 : Highlander 3 (Highlander III: The Sorcerer)
  - 2000 : Highlander: Endgame
  - 2007 : Highlander : Le Gardien de l’immortalité (Highlander: The Source)
- High School Musical :
  - 2006 : High School Musical : Premiers pas sur scène (High School Musical)
  - 2007 : High School Musical 2
  - 2008 : High School Musical 3 : nos années lycée (High School Musical 3: Senior Year)
- Histoire d'O (1975) suivi de Les Fruits de la passion (1981)
- Histoire de fantômes chinois :
  - 1987 : Histoire de fantômes chinois (Sinnui yauwan)
  - 1990 : Histoire de fantômes chinois 2 (Sien nui yau wan II yan gaan do)
  - 1991 : Histoire de fantômes chinois 3 (Sinnui yauman III : Do Do Do)
- L’Histoire sans fin :
  - 1984 : L’Histoire sans fin (The NeverEnding Story)
  - 1991 : L’Histoire sans fin 2 : Un nouveau chapitre (The NeverEnding Story II: The Next Chapter)
  - 1995 : L’Histoire sans fin 3 : Retour à Fantasia (The NeverEnding Story III: Escape from Fantasia)
- Le Hobbit, trilogie réalisée par Peter Jackson composée de :
  - 2012 : Le Hobbit : Un voyage inattendu (The Hobbit: An Unexpected Journey)
  - 2013 : Le Hobbit : La Désolation de Smaug (The Hobbit: The Desolation of Smaug)
  - 2014 : Le Hobbit : La Bataille des Cinq Armées (The Hobbit: The Battle of the Five Armies)
- Home Alone :
  - 1990 : Maman, j'ai raté l'avion ! (Home Alone)
  - 1992 : Maman, j'ai encore raté l'avion ! (Home Alone 2: Lost in New York)
  - 1997 : Maman, je m'occupe des méchants ! (Home Alone 3)
  - 2002 : Maman, je suis seul contre tous (Home Alone 4: Taking Back the House)
  - 2012 : Maman, la maison est hantée ! (Home Alone: The Holiday Heist)
  - 2021 : Maman, j'ai raté l'avion ! (ça recommence) (Home Sweet Home Alone)
- L’Homme invisible :
  - 1933 : L’Homme invisible (The Invisible Man)
  - 1940 : Le Retour de l’homme invisible (The Invisible Man Returns)
  - 1944 : La Vengeance de l'homme invisible (The Invisible Man’s Revenge)
  - 2000 : L'homme sans ombre (Hollow Man)
  - 2006 : Hollow Man 2
- Honey :
  - 2003 : Honey
  - 2011 : Honey 2
  - 2016 : Honey 3
  - 2018 : Honey 4
- Hot Shots! (1991) suivi de Hot Shots! 2 (1993)
- Hôtel Transylvanie:
  - 2012 : Hôtel Transylvanie (Hotel Transylvania)
  - 2015 : Hôtel Transylvanie 2 (Hotel Transylvania 2)
  - 2018 : Hôtel Transylvanie 3 : Des vacances monstrueuses (Hotel Transylvania 3: Summer Vacation)
  - 2022 : Hôtel Transylvanie : Changements monstres (Hotel Transylvania: Transformania)
- House of the Dead
  - House of the Dead (2003)
  - House of the Dead 2 (2005)
  - Dead and Deader (2006)
- The Huggets :
  - 1948 : Here Come The Huggets
  - 1949 : Vote for Hugget
  - 1949 : The Huggets Abroad
- Hunger Games :
  - 2012 : Hunger Games (The Hunger Games)
  - 2013 : Hunger Games : L'Embrasement (The Hunger Games: Catching Fire)
  - 2014 : Hunger Games : La Révolte, partie 1 (The Hunger Games: Mockingjay – Part 1)
  - 2015 : Hunger Games : La Révolte, partie 2 (The Hunger Games: Mockingjay – Part 2)
  - 2023 : Hunger Games : La Ballade du serpent et de l'oiseau chanteur (The Hunger Games: The Ballad of Songbirds and Snakes) (préquel)

## I
- Ichi the Killer (2001) suivi de 1-Ichi (2003)
- Il était une fois en Chine :
  - 1991 : Il était une fois en Chine (Wong Fei-hung)
  - 1992 : Il était une fois en Chine 2 : La Secte du lotus blanc (Wong Fei Hung II: Naam yi dong ji keung)
  - 1993 : Il était une fois en Chine 3 : Le Tournoi du lion (Wong Fei Hung ji saam: Si wong jaang ba)
  - 1993 : Il était une fois en Chine 4 : La Danse du dragon (Huang Fei-Hung zhi sei: Wang zhe zhi feng)
  - 1994 : Il était une fois en Chine 5 : Dr Wong et les Pirates (Wong Fei Hung chi neung: Lung shing chim ang)
  - 1997 : Il était une fois en Chine 6 : Dr Wong en Amérique (Wong Fei Hung: Chi sai wik hung see)
- Il était une fois Hollywood :
  - 1974 : Il était une fois Hollywood (That’s Entertainment!)
  - 1976 : Hollywood, Hollywood (That’s Entertainment, Part II)
  - 1994 : That's Entertainment! III
- Independence Day (1996) suivi de Independence Day: Resurgence (2016)
- Indiana Jones :
  - 1981 : Les Aventuriers de l’arche perdue (Raiders of the Lost Ark)
  - 1984 : Indiana Jones et le Temple maudit (Indiana Jones and the Temple of Doom)
  - 1989 : Indiana Jones et la Dernière Croisade (Indiana Jones and the Last Crusade)
  - 2008 : Indiana Jones et le Royaume du crâne de cristal (Indiana Jones and the Kingdom of the Crystal Skull)
  - 2023 : Indiana Jones et le Cadran de la destinée (Indiana Jones and the Dial of Destiny)
- Infernal Affairs :
  - 2002 : Infernal Affairs (Mou gaan dou)
  - 2003 : Infernal Affairs II (Wu jian dao 2)
  - 2003 : Infernal Affairs III (Wu jian dao 3)
- Insaisissables (2013), suivi d'Insaisissables 2 (2016)
- Inspecteur Gadget (1999), suivi d'Inspecteur Gadget 2 (2002)
- Inspecteur Harry :
  - 1971 : L’Inspecteur Harry (Dirty Harry)
  - 1973 : Magnum Force
  - 1976 : L’inspecteur ne renonce jamais (The Enforcer)
  - 1983 : Le Retour de l’inspecteur Harry (Sudden Impact)
  - 1988 : La Dernière Cible (The Dead Pool)
- Inspecteur Sergil :
  - 1947 : Inspecteur Sergil
  - 1948 : Sergil et le Dictateur
  - 1951 : Sergil chez les filles
- L'Inspectrice des impôts (Marusa no onna, 1987) suivi de L'Inspectrice des impôts 2 (Marusa no onna II, 1988)
- L’Introuvable :
  - 1934 : L’Introuvable (The Thin Man)
  - 1936 : Nick, gentleman détective (After the Thin Man)
  - 1939 : Nick joue et gagne (Another Thin Man)
  - 1941 : Rendez-vous avec la mort (Shadow of the Thin Man)
  - 1944 : L’introuvable rentre chez lui (The Thin Man goes Home)
  - 1947 : Meurtre en musique (Song of the Thin Man)
- Ip Man tétralogie réalisée par Wilson Yip et interprété par Donnie Yen
  - 2008 : Ip man
  - 2010 : Ip Man 2, le retour du grand maître
  - 2015 : Ip Man 3
  - 2019 : Ip Man 4
- Iron Man (Marvel) :
  - 2008 : Iron Man
  - 2010 : Iron Man 2
  - 2013 : Iron Man 3
- Ivan le Terrible, 2 films soviétiques de Sergueï Eisenstein 1944-1946

## J
- Jack Ryan :
  - 1990 : À la poursuite d’Octobre rouge (The Hunt for Red October)
  - 1992 : Jeux de guerre (Patriot Games)
  - 1994 : Danger immédiat (Clear and Present Danger)
  - 2002 : La Somme de toutes les peurs (The Sum of All Fears)
  - 2014 : The Ryan Initiative
- Jack Slade le damné (1953) suivi de The Return of Jack Slade (1955)
- James Bond : liste des films de James Bond
- Jason Bourne :
  - 2002 : La Mémoire dans la peau (The Bourne Identity)
  - 2004 : La Mort dans la peau (The Bourne Supremacy)
  - 2007 : La Vengeance dans la peau (The Bourne Ultimatum)
  - 2012 : Jason Bourne : L’Héritage (The Bourne Legacy)
  - 2016 : Jason Bourne (Jason Bourne)
- Jeepers Creepers :
  - 2001 : Jeepers Creepers : Le Chant du diable (Jeepers Creepers)
  - 2003 : Jeepers Creepers 2
  - 2017 : Jeepers Creepers 3
- Jet Set (2000) suivi de People (2004)
- Johnny English :
  - 2003 : Johnny English
  - 2011 : Johnny English, le retour (Johnny English Reborn)
  - 2018 : Johnny English contre-attaque (Johnny English Strikes Again)
- Journal d’une femme en blanc (1965) suivi du Nouveau journal d’une femme en blanc (1966)
- Jurassic Park :
  - Jurassic Park (1993)
  - Le Monde perdu : Jurassic Park (The Lost World: Jurassic Park) (1997)
  - Jurassic Park III (2001)
  - Jurassic World (2015)
  - Jurassic World: Fallen Kingdom (2018)
  - Jurassic World: Dominion (2021)

## K
- Karaté Kid :
  - 1984 : Karaté Kid (The Karate Kid)
  - 1986 : Karaté Kid : Le Moment de vérité 2 (The Karate Kid, Part II)
  - 1989 : Karaté Kid 3 (The Karate Kid, Part III)
  - 1994 : Miss Karaté Kid (The Next Karate Kid)
  - 2010 : Karaté Kid (The Karate Kid, remake)
- Comtesse Karnstein :
  - 1970 : Les Passions des vampires (The Vampire Lovers)
  - 1971 : La Soif du vampire (Lust for a Vampire)
  - 1971 : Les Sévices de Dracula (Twins of Evil)
- Kickboxer :
  - 1989 : Kickboxer
  - 1991 : Kickboxer 2 : Le Successeur (Kickboxer 2: The Road Back)
  - 1992 : Kickboxer 3 : Trafic à Rio (Kickboxer : The Art of War)
  - 1994 : Kickboxer 4 (Kickboxer 4 : The Aggressor)
  - 1995 : Kickboxer 5 : Le Dernier Combat (Kickboxer 5: The Redemption)
  - 2016 : Kickboxer : Vengeance
  - 2018 : Kickboxer : Retaliation
- Kingsman :
  - 2015 : Kingsman : Services secrets
  - 2017 : Kingsman : Le Cercle d'or
  - 2020 : The King's Man : Première mission
- The Kissing Booth:
  - 2018 : The Kissing Booth
  - 2020 : The Kissing Booth 2
  - 2021 : The Kissing Booth 3
- autobiographie de Diane Kurys :
  - 1977 : Diabolo menthe
  - 1980 : Cocktail Molotov
  - 1983 : Coup de foudre
  - 1990 : La Baule-les-Pins
  - 1991 : Après l’amour
- Kung Fu Panda :
  - 2008 : Kung Fu Panda
  - 2011 : Kung Fu Panda 2
  - 2016 : Kung Fu Panda 3
  - 2024 : Kung Fu Panda 4

## L
- Le Labyrinthe :
  - 2014 : Labyrinthe (The Maze Runner)
  - 2015 : Le Labyrinthe : La Terre brûlée (Maze Runner: The Scorch Trials)
  - 2018 : Le Labyrinthe : Le Remède mortel (Maze Runner: The Death Cure)
- Largo Winch (2008) suivi de Largo Winch 2 (2011)
- La Grande Aventure Lego (The Lego Movie) (2014), suivi de La Grande Aventure Lego 2 (The Lego Movie 2: The Second Part) (2019)
- Lassie :
  - 1943 : Fidèle Lassie (Lassie Come Home)
  - 1945 : Le Fils de Lassie (Son of Lassie)
  - 1946 : Le Courage de Lassie (Courage of Lassie)
  - 1948 : Le Maître de Lassie (Hills of Home)
  - 1949 : Le Défi de Lassie (Challenge to Lassie)
  - 1978 : La Magie de Lassie  (The Magic of Lassie)
  - 1994 : Lassie : Des amis pour la vie (Lassie: Best Friends Are Forever)
  - 2005 : Lassie
- Last Seduction (1995) suivi de The Last Seduction II (1999)
- La Légende du grand judo (1943) suivi de La Nouvelle Légende du grand judo (1945)
- La Légende du héros chasseur d’aigles (en) :

| - 1958-1959 : Story of the Vulture Conqueror - 1977 : The Brave Archer (She diao ying xiong chuan) - 1978 : The Brave Archer 2 (She diao ying xiong chuan xu ji) - 1981 : The Brave Archer 3 (She diao ying xiong chuan san ji) - 1993 : The Eagle Shooting Heroes (Se diu ying hung ji dung sing sai jau) - 1994 : Les Cendres du temps (Dung che sai duk) | - 1960-1961 : The Story of the Great Heroes (film en 4 parties) - 1982 : The Brave Archer and His Mate (Shen diao xia lu) - 1983 : Little Dragon Maiden (Yang guo yu xiao long nu) |

- Lemmy Caution :

| - 1948 : Uneasy Terms - 1952 : Je suis un tendre - 1952 : La Môme vert-de-gris - 1953 : Les femmes s'en balancent - 1953 : Cet homme est dangereux - 1956 : Vous pigez ? | - 1960 : Comment qu’elle est ? - 1962 : Lemmy pour les dames - 1963 : À toi de faire… mignonne - 1966 : Alphaville, une étrange aventure de Lemmy Caution - 1986 : Macaroni Blues - 1991 : Allemagne année 90 neuf zéro |

- La liberté sauvage (1975) suivi de The Further Adventures of the Wilderness Family (1978)
- Le Livre de la jungle (1967) suivi du Livre de la jungle 2 (2003)
- Lolita malgré moi (Mean Girls, 2004) suivi de Lolita malgré moi 2 (Mean Girls 2, 2011)
- Le Loup-garou de Londres (1981) suivi du Loup-garou de Paris (1997)

## M
- M. Boniface :
  - 1949 : L'Héroïque Monsieur Boniface
  - 1951 : Boniface Somnambule
- Madagascar :
  - 2005 : Madagascar
  - 2008 : Madagascar 2 (Madagascar: Escape 2 Africa)
  - 2012 : Madagascar 3 : Bons baisers d'Europe (Madagascar 3: Europe's Most Wanted)
- Madame Claude (1977) suivi de Madame Claude 2 (1981)
- Mad Max :
  - 1979 : Mad Max
  - 1981 : Mad Max 2 : Le Défi (Mad Max 2)
  - 1985 : Mad Max : Au-delà du dôme du tonnerre (Mad Max Beyond Thunderdome)
  - 2015 : Mad Max: Fury Road
- Madea
  - 2005 : Madea, grand-mère justicière (Diary of a Mad Black Woman)
  - 2006 : Affaire de femmes (Madea's Family Reunion)
  - 2008 : Meet the Browns
  - 2009 : Madea Goes to Jail
  - 2009 : I Can Do Bad All by Myself
  - 2011 : Madea's Big Happy Family
  - 2012 : Madea : Protection de Témoins (Madea's Witness Protection)
  - 2013 : A Madea Christmas
  - 2015 : Madea's Tough Love (en)
  - 2016 : Boo! A Madea Halloween
  - 2017 : Boo 2! A Madea Halloween
  - 2019 : A Madea Family Funeral
- Mafia Blues (1999) suivi de Mafia Blues 2 (2002)
- Magic Mike (2012) suivi de Magic Mike XXL (2015)
- Maigret :
  - 1932 : La Nuit du carrefour
  - 1932 : Le Chien jaune
  - 1933 : La Tête d'un homme
  - 1943 : Picpus
  - 1944 : Cécile est morte
  - 1945 : Les Caves du Majestic
  - 1952 : Brelan d'as
  - 1956 : Maigret dirige l'enquête
  - 1958 : Maigret tend un piège
  - 1959 : Maigret et l'Affaire Saint-Fiacre
  - 1963 : Maigret voit rouge
- La Maison des 1000 morts :
  - 2003 : La Maison des mille morts (House of 1000 Corpses)
  - 2005 : The Devil's Rejects
  - 2019 : 3 from Hell
- La Malédiction :
  - 1976 : La Malédiction (The Omen)
  - 1978 : Damien : La Malédiction 2 (Damien: Omen II)
  - 1981 : La Malédiction finale (The Final Conflict ou Omen III: The Final Conflict)
  - 1991 : La Malédiction 4 : L'Éveil (Omen IV: The Awakening)
  - 2006 : 666 : La Malédiction (The Omen, remake)
- Maléfique (Maleficent, 2014) suivi de Maléfique : Le Pouvoir du mal (Maleficent: Mistress of Evil, 2019)
- Mamma Mia! (2008) suivi de Mamma Mia! Here We Go Again (2018)
- Marrying the Mafia :
  - 2002 : Marrying the Mafia
  - 2005 : Marrying the Mafia II
  - 2006 : Marrying the Mafia III
  - 2011 : Marrying the Mafia IV
- The Mask (1994) suivi de Le Fils du Mask (Son of the Mask, 2003)
- Massacre à la tronçonneuse :
  - 1974 : Massacre à la tronçonneuse (The Texas Chainsaw Massacre)
  - 1986 : Massacre à la tronçonneuse 2 (The Texas Chainsaw Massacre 2)
  - 1990 : Leatherface : Massacre à la tronçonneuse 3 (Leatherface: The Texas Chainsaw Massacre III)
  - 1994 : Massacre à la tronçonneuse : La Nouvelle Génération (Texas Chainsaw Massacre: The Next Generation)
  - 2003 : Massacre à la tronçonneuse (The Texas Chainsaw Massacre)
  - 2006 : Massacre à la tronçonneuse : Le Commencement (The Texas Chainsaw Massacre: The Beginning)
  - 2013 : Texas Chainsaw 3D
  - 2017 : Leatherface
- Matrix :
  - 1999 : Matrix (The Matrix)
  - 2002 : Matrix Reloaded (The Matrix Reloaded)
  - 2003 : Matrix Revolutions (The Matrix Revolutions)
  - 2021 : Matrix Resurrections (The Matrix Resurrections)
- Maurin des Maures (1932) suivi de L'Illustre Maurin (1933)
- Max le Menteur :
  - 1954 : Touchez pas au grisbi
  - 1961 : Le cave se rebiffe
  - 1963 : Les Tontons flingueurs
- Meatballs :
  - 1979 : Arrête de ramer, t'es sur le sable'
  - 1984 : Meatballs Part II
  - 1986 : Meatballs III: Summer Job
  - 1992 : Meatballs 4
- Les anges mangent aussi des fayots (Anche gli angeli mangiano fagioli, 1973) suivi de Même les anges tirent à droite (Anche gli angeli tirano di destro, 1974), diptyque italien
- Men in Black :
  - 1997 : Men in Black
  - 2002 : Men in Black 2
  - 2012 : Men in Black 3
  - 2019 : Men in Black International (spin-off)
- Les Mercenaires du Rio Grande (1965) suivi de Die Pyramide des Sonnengottes (1965)
- Mes chers amis :
  - 1975 : Mes chers amis (Amici miei)
  - 1982 : Mes chers amis 2 (Amici miei atto II)
  - 1985 : Mes chers amis 3 (Amici miei atto III)
- Michel Strogoff (1956), suivi du Triomphe de Michel Strogoff (Il trionfo di Michele Strogoff, 1961)
- Les Misérables, trilogie de Raymond Bernard sortie en 1934 :
  - Une tempête sous un crâne
  - Les Thénardier
  - Liberté, liberté chérie
- Miss Détective (Miss Congeniality, 2000), Miss FBI : Divinement armée (Miss Congeniality 2: Armed and Fabulous, 2005)
- Mission impossible :
  - 1996 : Mission impossible
  - 2000 : Mission impossible 2
  - 2006 : Mission impossible 3
  - 2011 : Mission impossible : Protocole Fantôme
  - 2015 : Mission impossible : Rogue Nation
  - 2018 : Mission impossible : Fallout
- Moi, moche et méchant :
  - 2010 : Moi, moche et méchant (Despicable Me)
  - 2013 : Moi, moche et méchant 2 (Despicable Me 2)
  - 2015 : Les Minions (Minions) (spin-off / préquelle)
  - 2017 : Moi, moche et méchant 3 (Despicable Me 3)
  - 2022 : Les Minions 2 : Il était une fois Gru (Minions: The Rise of Gru)
- La Momie :
  - 1999 : La Momie (The Mummy)
  - 2001 : Le Retour de la momie (The Mummy Returns)
  - 2008 : La Momie : La Tombe de l'empereur Dragon (The Mummy: Tomb of the Dragon Emperor)
- Mon amie Flicka :
  - 1943 : Mon amie Flicka (My Friend Flicka)
  - 1945 : Le Fils de Flicka (Thunderhead, Son of Flicka)
  - 1948 : L'Herbe verte du Wyoming (Green Grass of Wyoming)
- Mon beau-père :
  - 2000 : Mon beau-père et moi (Meet the Parents)
  - 2004 : Mon beau-père, mes parents et moi (Meet the Fockers)
  - 2010 : Mon beau-père et nous (Little Fockers)
- Mon curé :
  - Première série réalisée par Donatien
    - 1925 : Mon curé chez les pauvres
    - 1925 : Mon curé chez les riches
    - 1932 : Mon curé chez les riches, remake parlant du précédent

  - 1938 : Mon curé chez les riches de Jean Boyer
  - Deuxième série, réalisée par Henri Diamant-Berger
    - 1952 : Mon curé chez les riches
    - 1956 : Mon curé chez les pauvres

  - 1956 : Mon curé champion du régiment d'Émile Couzinet
  - années 1980, réalisés par Robert Thomas
    - 1982 : Mon curé chez les nudistes
    - 1983 : Mon curé chez les Thaïlandaises
- Le Monde de Narnia :
  - 2005 : Le Monde de Narnia : Le Lion, la Sorcière blanche et l'Armoire magique (The Chronicles of Narnia: The Lion, the Witch and the Wardrobe)
  - 2008 : Le Monde de Narnia : Le Prince Caspian (The Chronicles of Narnia: Prince Caspian)
  - 2010 : Le Monde de Narnia : L'Odyssée du Passeur d'Aurore (The Chronicles of Narnia: The Voyage of the Dawn Treader)
- Mondwest (1973) suivi des Rescapés du futur (1976)
- Le Monocle :
  - 1961 : Le Monocle noir
  - 1962 : L'Œil du Monocle
  - 1964 : Le Monocle rit jaune
- Les Monstres (I mostri, 1963) suivi des Nouveaux Monstres (I nuovi mostri, 1977)
- La Mort en ligne :
  - 2003 : La Mort en ligne (Chakushin ari)
  - 2005 : La Mort en ligne 2 (Chakushin ari 2)
  - 2006 : La Mort en ligne 3 (Chakushin ari: Final)
- La Mouche noire :
  - 1958 : La Mouche noire (The Fly)
  - 1959 : Retour de la mouche (Return of the Fly)
  - 1965 : La Malédiction de la mouche (Curse of the Fly)
- Le Mouron rouge (The Scarlet Pimpernel, 1934) suivi de Le Chevalier de Londres (Return of the Scarlet Pimpernel, 1937)
- Mr. Wong :
  - 1938 : Mr. Wong, Detective
  - 1939 : Le Mystère de Mr Wong(The Mystery of Mr. Wong)
  - 1939 : Mr. Wong in Chinatown
  - 1940 : The Fatal Hour
  - 1940 : Doomed to Die
  - 1940 : Phantom of Chinatown
- My Girl (1991) suivi de My Girl 2 (1994)
- La Mutante :
  - 1995 : La Mutante (Species)
  - 1998 : La Mutante 2 (Species II)
  - 2004 : La Mutante 3 (Species III)
  - 2007 : La Mutante 4 (Species: The Awakening)
- My Wife Is a Gangster, trilogie coréenne :
  - 2001 : My Wife Is a Gangster
  - 2003 : My Wife Is a Gangster 2
  - 2006 : My Wife Is a Gangster 3

## N
- Naissance d'une nation (The Birth of a Nation) (1915), suivi de The Fall of a Nation (en) (1916)
- Nanny McPhee  (2005), suivi de Nanny McPhee et le Big Bang (Nanny McPhee and the Big Bang) (2010)
- La Nuit au musée :
  - 2006 : La Nuit au musée (Night at the Museum)
  - 2009 : La Nuit au musée 2 (Night at the Museum : Battle of the Smithsonian)
  - 2014 : La Nuit au musée : Le Secret des Pharaons (Night at the Museum: Secret of the Tomb)

## O
- Ocean's :
  - 2001 : Ocean's Eleven
  - 2004 : Ocean's Twelve
  - 2007 : Ocean's Thirteen
- Operation Delta Force (en) :
  - 1997 : Opération Delta Force (Operation Delta Force)
  - 1998 : Operation Delta Force 2: Mayday
  - 1999 : Operation Delta Force 3: Clear Target
  - 1999 : Operation Delta Force 4: Deep Fault
  - 2000 : Operation Delta Force 5: Random Fire (en)
- L'Orchidée sauvage (Wild Orchid) (1989), suivi de L'Orchidée sauve II (en) (Wild Orchid II: Two Shades of Blue) (1991)
- OSS 117 :
  - 2006 : OSS 117 : Le Caire, nid d'espions
  - 2009 : OSS 117 : Rio ne répond plus
  - 2021 : OSS 117 : Alerte rouge en Afrique noire
- Outrage :
  - 2010 : Outrage (アウトレイジ, Autoreiji?)
  - 2012 : Outrage: Beyond (アウトレイジ ビヨンド, Autoreiji: Biyondo?)
  - 2017 : Outrage: Coda (アウトレイジ 最終章, Autoreiji saishūshō?)

## P
- Pain, amour et fantaisie :
  - 1953 : Pain, amour et fantaisie
  - 1954 : Pain, Amour et Jalousie
  - 1955 : Pain, amour, ainsi soit-il
- Papa, maman, la bonne et moi (1954) suivi de Papa, maman, ma femme et moi (1956)
- La Panthère rose :
  - de Blake Edwards :
    - 1963 : La Panthère rose (The Pink Panther)
    - 1964 : Quand l'inspecteur s'emmêle (A Shot in the Dark)
    - 1968 : L'Infaillible Inspecteur Clouseau (Inspector Clouseau)
    - 1975 : Le Retour de la Panthère rose (The Return of the Pink Panther)
    - 1976 : Quand la Panthère rose s'emmêle (The Pink Panther Strikes Again)
    - 1978 : La Malédiction de la Panthère rose (Revenge of the Pink Panther)
    - 1982 : À la recherche de la Panthère rose (Trail of the Pink Panther)
    - 1983 : L'Héritier de la Panthère rose (Curse of the Pink Panther)
    - 1993 : Le Fils de la Panthère rose (Son of the Pink Panther)

  - de Shawn Levy et Harald Zwart :
    - 2006 : La Panthère rose (The Pink Panther)
    - 2009 : La Panthère rose 2 (The Pink Panther 2)
- Le Parrain :
  - 1972 : Le Parrain (The Godfather)
  - 1974 : Le Parrain 2 (The Godfather: Part II)
  - 1990 : Le Parrain 3 (The Godfather: Part III)
- Percy Jackson : Le Voleur de Foudre (2010) suivi de Percy Jackson : La Mer des Monstres (2013)
- Le Père de la mariée (1950) suivi de Allons donc, papa ! (1951)
- Piège en haute mer (Under Siege, 1992) suivi de Piège à grande vitesse (Under Siege 2: Dark Territory, 1995)
- Le Pigeon (I soliti ignoti, 1958) suivi de  Hold-up à la milanaise (Audace colpo dei soliti ignoti, 1959)
- Piranhas (1978) suivi de Piranha 2 : Les Tueurs volants (1981)
- Pirates des Caraïbes :
  - 2003 : Pirates des Caraïbes : La Malédiction du Black Pearl (Pirates of the Caribbean: The Curse of the Black Pearl)
  - 2006 : Pirates des Caraïbes : Le Secret du coffre maudit (Pirates of the Caribbean: Dead Man's Chest)
  - 2007 : Pirates des Caraïbes : Jusqu'au bout du monde ((Pirates of the Caribbean: At World's End)
  - 2011 : Pirates des Caraïbes : La Fontaine de Jouvence (Pirates of the Caribbean: On Stranger Tides)
  - 2017 : Pirates des Caraïbes : La Vengeance de Salazar (Pirates of the Caribbean: Dead Men Tell No Tales)
- Pitch Black :
  - 2000 : Pitch Black
  - 2004 : Chroniques de Riddick
  - 2013 : Riddick
- Pitch Perfect :
  - 2012 : Pitch Perfect
  - 2015 : Pitch Perfect 2
  - 2017 : Pitch Perfect 3
- La Planète des singes :
  - Première série de films :
    - 1968 : La Planète des singes (Planet of the Apes)
    - 1970 : Le Secret de la planète des singes (Beneath the Planet of the Apes)
    - 1971 : Les Évadés de la planète des singes (Escape from the Planet of the Apes)
    - 1972 : La Conquête de la planète des singes (Conquest of the Planet of the Apes)
    - 1973 : La Bataille de la planète des singes (Battle for the Planet of the Apes)

  - Deuxième série de films :
    - 2001 : La Planète des singes (Planet of the Apes)
    - 2011 : La Planète des singes : Les Origines (Rise of the Planet of the Apes)
    - 2014 : La Planète des singes : L'Affrontement (Dawn of the Planet of the Apes)
    - 2017 : La Planète des singes : Suprématie (War for the Planet of the Apes)
    - 2024 : La Planète des singes : Le Nouveau Royaume (Kingdom of the Planet of the Apes)
- Police Academy :
  - 1984 : Police Academy
  - 1985 : Police Academy 2
  - 1986 : Police Academy 3
  - 1987 : Police Academy 4
  - 1988 : Police Academy 5
  - 1989 : Police Academy 6
  - 1994 : Police Academy : Mission à Moscou
- Police Story :
  - 1985 : Police Story(Ging chaat goo si)
  - 1988 : Police Story 2 (Ging chaat goo si juk jaap)
  - 1992 : Police Story 3: Supercop (Ging chat goo si 3: Chiu kup ging chat)
  - 1993 : Supercop 2 (Chao ji ji hua)
  - 1996 : Contre-attaque (Ging chaat goo si 4: Ji gaan daan yam mo)
  - 2004 : New Police Story (San ging caat goo si)
  - 2013 : Police Story: Lockdown (Jing cha gu shi 2013)
- Poltergeist :
  - 1982 : Poltergeist
  - 1986 :Poltergeist 2
  - 1988 : Poltergeist 3
- Porky's :
  - 1982 : Porky's
  - 1983 : Porky's 2 (Porky's II: The Next Day)
  - 1985 : Porky's contre-attaque (Porky's Revenge)
- Portés disparus :
  - 1984 : Portés disparus (Missing in Action)
  - 1985 : Portés disparus 2 (Missing in Action 2 : The Beginning)
  - 1988 : Portés disparus 3 (Braddock: Missing in Action III)
- La Princesse de Chicago (2018) suivi de Dans la peau d'une reine (2020)
- Princesse malgré elle (The Princess Diaries, 2001) suivi de Un mariage de princesse (The Princess Diaries: Royal Engagement 2004)
- Les Profs (2013) suivi de Les Profs 2 (2015)
- Psychose :
  - 1960 : Psychose (Psycho)
  - 1983 : Psychose 2 (Psycho II)
  - 1986 : Psychose 3 (Psycho III)
  - 1990 : Psychose 4 (Psycho IV: The Beginning)
- Public Enemy :
  - 2002 : Public Enemy
  - 2005 : Another Public Enemy
  - 2008 : Public Enemy 3
- Pusher :
  - 1996 : Pusher
  - 2004 : Pusher 2 : Du sang sur les mains (Pusher II: With Blood on My Hands)
  - 2005 : Pusher 3 : L'Ange de la mort (Pusher III: I'm the Angel of Death)

## Q
- Les Quatre Fantastiques (Fantastic Four) (2005), suivi de Les Quatre Fantastiques et le Surfer d'argent (Fantastic Four: Rise of the Silver Surfer) (2007)

## R
- Rambo :
  - 1983 : Rambo (First Blood)
  - 1985 : Rambo 2 : La Mission (Rambo: First Blood Part II)
  - 1988 : Rambo 3 (Rambo III)
  - 2008 : John Rambo (Rambo : The Fight Continues)
  - 2019 : Rambo: Last Blood
- Re-Animator :
  - 1985 : Re-Animator
  - 1990 : Re-Animator 2
  - 2003 : Beyond Re-Animator
- Rebirth of Mothra :
  - 1996 : Rebirth of Mothra
  - 1997 : Rebirth of Mothra 2
  - 1998 : Rebirth of Mothra 3
- Red (2010) suivi de Red 2 (2013)
- Règlements de comptes à OK Corral (Gunfight at the O.K. Corral, 1957) suivi de Sept secondes en enfer (Hour of the Gun, 1967)
- La Reine des neiges :
  - 2013 : La Reine des neiges (Frozen)
  - 2019 : La Reine des neiges 2 (Frozen 2)
- Resident Evil :
  - 2002 : Resident Evil
  - 2004 : Resident Evil: Apocalypse
  - 2007 : Resident Evil: Extinction
  - 2010 : Resident Evil: Afterlife
  - 2012 : Resident Evil: Retribution
  - 2016 : Resident Evil : Chapitre final (Resident Evil: The Final Chapter)
- Retour vers le futur (Back to the Future) :
  - 1985 : Retour vers le futur  (Back to the Future)
  - 1989 : Retour vers le futur 2 (Back to the Future, Part II)
  - 1990 : Retour vers le futur 3 (Back to the Future, Part III)
- Rhapsodie hongroise (1979) suivi d'Allegro barbaro (1979)
- Ring (1998) suivi de Ring 2 (1999)
- Les Ripoux :
  - 1984 : Les Ripoux
  - 1989 : Ripoux contre ripoux
  - 2003 : Ripoux 3
- Les Rivières pourpres :
  - 2000 : Les Rivières pourpres 1 - Les rivières pourpres
  - 2004 : Les Rivières pourpres 2 - Les anges de l'apocalypse
- RoboCop :
  - 1987 : RoboCop
  - 1990 : RoboCop 2
  - 1993 : RoboCop 3
  - 2014 : RoboCop (reboot)
- Rocky :
  - 1976 : Rocky
  - 1979 : Rocky 2 : La Revanche
  - 1982 : Rocky 3 : L'Œil du tigre
  - 1985 : Rocky 4
  - 1990 : Rocky 5
  - 2006 : Rocky Balboa
  - 2015 : Creed : L'Héritage de Rocky Balboa (spin-off)
  - 2018 : Creed 2
- Roger la Honte (1946) suivi de La Revanche de Roger la Honte (1946)
- Rouletabille :
  - de Maurice Tourneur :
    - 1913 : Le Mystère de la chambre jaune
    - 1914 : Le Parfum de la dame en noir

  - de Marcel L'Herbier :
    - 1930 : Le Mystère de la chambre jaune
    - 1931 : Le Parfum de la dame en noir

  - d'Henri Aisner et Louis Daquin :
    - 1949 : Le Mystère de la chambre jaune
    - 1949 : Le Parfum de la dame en noir

  - de Bruno Podalydès :
    - 2003 : Le Mystère de la chambre jaune
    - 2005 : Le Parfum de la dame en noir
- Royal Tramp (1992) suivi de Royal Tramp 2 (1992)
- Running Out of Time (1999) suivi de Running Out of Time 2 (2001)
- Rush Hour :
  - 1998 : Rush Hour
  - 2001 : Rush Hour 2
  - 2007 : Rush Hour 3

## S
- Sabata :
  - 1969 : Sabata
  - 1970 : Adios Sabata
  - 1971 : Le Retour de Sabata
- Le Saint : série de 11 films et 9 téléfilms
- Sauvez Willy :
  - 1993 : Sauvez Willy
  - 1995 : Sauvez Willy 2 : La Nouvelle Aventure
  - 1997 : Sauvez Willy 3 : La Poursuite
  - 2010 : Sauvez Willy 4 : Le Repaire des pirates
- Save the Last Dance (2001) suivi de Save the Last Dance 2 (2006)
- Saw :
  - 2004 : Saw
  - 2005 : Saw 2 (Saw II)
  - 2006 : Saw 3 (Saw III)
  - 2007 : Saw 4 (Saw IV)
  - 2008 : Saw 5 (Saw V)
  - 2009 : Saw 6 (Saw VI)
  - 2010 : Saw 3D : Chapitre final (Saw 3D : Chapitre Final)
  - 2017 : Jigsaw
  - 2021 : Spirale : L'Héritage de Saw (Spiral: From The Book of Saw)
- Scènes de la vie conjugale (1973) suivi de Sarabande (2003)
- Les Schtroumpfs (The Smurfs) (2011), Les Schtroumpfs 2 (The Smurfs 2) (2013)
- Scooby-Doo :
  - 2002 : Scooby-Doo
  - 2004 : Scooby-Doo 2 : Les monstres se déchaînent
  - 2009 : Scooby-Doo : Le mystère commence
  - 2010 : Scooby-Doo et le Monstre du lac
- Scream :
  - 1996 : Scream
  - 1997 : Scream 2
  - 2000 : Scream 3
  - 2011 : Scream 4
  - 2022 :  Scream
- Le Seigneur des anneaux :
  - 2001 : Le Seigneur des anneaux : La Communauté de l'anneau
  - 2002 : Le Seigneur des anneaux : Les Deux Tours
  - 2003 : Le Seigneur des anneaux : Le Retour du roi
- Les Sept Mercenaires :
  - 1960 : Les Sept Mercenaires (The Magnificent Seven)
  - 1966 : Le Retour des sept (Return of the Seven)
  - 1969 : Les Colts des sept mercenaires (Guns of the Magnificent Seven)
  - 1972 : La Chevauchée des sept mercenaires (The Magnificent Seven Ride!)
- La Septième Compagnie :
  - 1973 : Mais où est donc passée la septième compagnie ?
  - 1975 : On a retrouvé la septième compagnie
  - 1977 : La Septième Compagnie au clair de lune
- Sex and the City, le film (2008) suivi de Sex and the City 2 (2010)
- Sexcrimes :
  - 1998 : Sexcrimes (Wild Things)
  - 2004 : Sexcrimes 2 (Wild Things 2)
  - 2005 : Sexcrimes 3 (Wild Things: Diamonds in the Rough)
  - 2010 : Sexcrimes : Partie à 4 (Wild Things: Foursome)
- Sexe intentions :
  - 1999 : Sexe Intentions (Cruel Intentions)
  - 2000 : Sexe Intentions 2 (Cruel Intentions 2)
  - 2004 : Sexe Intentions 3 (Cruel Intentions 3)
- Sexy Dance :
  - 2006 : Sexy Dance (Step Up)
  - 2008 : Sexy Dance 2 (Step Up 2 : The Streets)
  - 2010 : Sexy Dance 3D (Step Up 3D)
  - 2012 : Sexy Dance 4: Miami Heat (Step Up 4)
  - 2014 : Sexy Dance 5: All in Vegas (Step Up: All In)
- Shaft :
  - 1971 : Les Nuits rouges de Harlem (Shaft)
  - 1972 : Les Nouveaux Exploits de Shaft (Shaft's Big Score!)
  - 1973 : Shaft contre les trafiquants d'hommes (Shaft in Africa)
  - 2000 : Shaft
  - 2019 : Shaft
- Sharknado :
  - 2013 : Sharknado
  - 2014 : Sharknado 2
  - 2015 : Sharknado 3
  - 2016 : Sharknado 4
  - 2017 : Sharknado 5
  - 2018 : Sharknado 6
- Sharktopus :
  - 2010 : Sharktopus
  - 2014 : Sharktopus vs. Pteracuda
  - 2015 : Sharktopus vs. Whalewolf
- Short Circuit (1986) suivi de Appelez-moi Johnny 5 (1988)
- Shrek :
  - 2001 : Shrek
  - 2004 : Shrek 2
  - 2007 : Shrek le troisième (Shrek the Third)
  - 2010 : Shrek 4 : Il était une fin (Shrek Forever After)
- Sissi :
  - 1955 : Sissi
  - 1956 : Sissi impératrice
  - 1957 : Sissi face à son destin
- Sister Act (1992) suivi de Sister Act, acte 2  (Sister Act 2: Back in the Habit, 1993)
- Smoking / No Smoking (2 parties, 1993)
- SOS Fantômes :
  - 1984 : SOS Fantômes
  - 1989 : SOS Fantômes 2
  - 2016 : SOS Fantômes
  - 2021 : SOS Fantômes : L'Héritage
- La Souris qui rugissait (1959) suivi de La Souris sur la Lune (1963)
- les Sous-doués (1980) suivi des Les Sous-doués en vacances (1982)
- Speed (1994) suivi de Speed 2 : Cap sur le danger (Speed 2: Cruise Control, 1997)
- Spider-Man :
  - Tobey Maguire :
    - 2002 : Spider-Man
    - 2004 : Spider-Man 2
    - 2007 : Spider-Man 3

  - Andrew Garfield :
    - 2012 : The Amazing Spider-Man
    - 2014 : The Amazing Spider-Man : Le Destin d'un héros

  - Tom Holland (Marvel) :
    - 2017 : Spider-Man: Homecoming
    - 2019 : Spider-Man : Far From Home
    - 2021 : Spider-Man: No Way Home
- SPL : Sha po lang (2005) suivi de SPL 2: A Time for Consequences (2015)
- Spy Kids :
  - 2001 : Spy Kids
  - 2002 : Spy Kids 2 : Espions en herbe
  - 2003 : Spy Kids 3 : Mission 3D
  - 2011 : Spy Kids 4 : Tout le temps du monde
- Stanislas : L'Honorable Stanislas, agent secret (1963) suivi de Pleins Feux sur Stanislas (1965)
- Star Trek :
  - Films fondés sur la série originale :
    - 1979 : Star Trek, le film (Star Trek : The Motion Picture)
    - 1982 : Star Trek 2 : La Colère de Khan (Star Trek II : The Wrath of Khan)
    - 1984 : Star Trek 3 : À la recherche de Spock (Star Trek III : The Search for Spock)
    - 1986 : Star Trek 4 : Retour sur Terre (Star Trek IV : The Voyage Home)
    - 1988 : Star Trek 5 : L'Ultime Frontière (Star Trek V : The Final Frontier)
    - 1991 : Star Trek 6 : Terre inconnue (Star Trek VI : The Undiscovered Country)

  - Film fondé sur la série originale et Star Trek : La Nouvelle Génération :
    - 1994 : Star Trek : Générations (Star Trek : Generations)

  - Films fondés sur Star Trek : La Nouvelle Génération :
    - 1996 : Star Trek : Premier Contact (Star Trek : First Contact)
    - 1998 : Star Trek : Insurrection (Star Trek : Insurrection)
    - 2002 : Star Trek : Nemesis

  - Films fondés sur l'univers de Star Trek et reprenant les personnages de la série originale, en se déroulant dans un univers parallèle
    - 2009 : Star Trek
    - 2013 : Star Trek Into Darkness
    - 2016 : Star Trek : Sans limites (Star Trek Beyond)
- Star Wars :
  - 1999 : Star Wars, épisode I : La Menace fantôme
  - 2002 : Star Wars, épisode II : L'Attaque des clones
  - 2005 : Star Wars, épisode III : La Revanche des Sith
  - 1977 : Star Wars, épisode IV : Un nouvel espoir
  - 1980 : Star Wars, épisode V : L'Empire contre-attaque
  - 1983 : Star Wars, épisode VI : Le Retour du Jedi
  - 2015 : Star Wars, épisode VII : Le Réveil de la Force
  - 2016 : Rogue One : A Star Wars Story
  - 2017 : Star Wars, épisode VIII : Les Derniers Jedi
  - 2018 : Solo : A Star Wars Story
  - 2019 : Star Wars, épisode IX : L'Ascension de Skywalker
- St. Trinian's :
  - 1954 : The Belles of St. Trinian's
  - 1957 : Fric-Fracs à gogo (Blue Murder at St Trinian's)
  - 1960 : The Pure Hell of St. Trinian's
  - 1966 : The Great St. Trinian's Train Robbery
  - 1980 : The Wildcats of St. Trinian's
  - 2007 : St Trinian's
  - 2009 : St. Trinian's : The Legend of Fritton's Gold
- StreetDance 3D (2010) suivi de StreetDance 2 (2012)
- Stuart Little :
  - 1999 : Stuart Little
  - 2002 : Stuart Little 2
  - 2005 : Stuart Little 3
- Suicide Squad (2016) suivi de Birds of Prey (et la fantabuleuse histoire de Harley Quinn) (2020)
- Superman
  - Série avec Christopher Reeve :
    - 1978 : Superman
    - 1980 : Superman 2
    - 1983 : Superman 3
    - 1987 : Superman 4

  - Reboot
    - 2006 : Superman Returns

  - Série avec Henry Cavill
    - 2013 : Man of Steel
    - 2016 : Batman v Superman : L'aube de la justice
    - 2017 : Justice League
    - 2021 : Zack Snyder's Justice League
- Surcouf, le tigre des sept mers (Surcouf, l'eroe dei sette mari, 1966) suivi de Tonnerre sur l'océan Indien (Il Grande colpo di Surcouf, 1966)
- Le Syndicat du crime, série hongkongaise :
  - 1986 : Le Syndicat du crime (A Better Tomorrow)
  - 1987 : Le Syndicat du crime 2 (A Better Tomorrow II)
  - 1989 : Le Syndicat du crime 3 (A Better Tomorrow III)

## T
- Tactical Unit :
  - 2008 : Tactical Unit: The Code (機動部隊─警例) de Wing-cheong Law
  - 2009 : Tactical Unit: No Way Out (機動部隊─絕路) de Lawrence Ah Mon
  - 2009 : Tactical Unit: Human Nature (機動部隊─人性) de Andy Ng
  - 2009 : Tactical Unit: Comrades in Arms (機動部隊─衕袍) de Wing-cheong Law
  - 2009 : Tactical Unit: Partners (機動部隊─伙伴) de Lawrence Ah Mon
- Taken :
  - 2008 : Taken
  - 2010 : Taken 2
  - 2014 : Taken 3
- Tamara (2016) suivi de Tamara Vol.2 (2018)
- Tarzan (1932—1948)
  - 1932 : Tarzan, l'homme singe
  - 1934 : Tarzan et sa compagne
  - 1936 : Tarzan s'évade
  - 1939 : Tarzan trouve un fils
  - 1941 : Le Trésor de Tarzan
  - 1942 : Les Aventures de Tarzan à New York
  - 1943 : Le Triomphe de Tarzan
  - 1943 : Le Mystère de Tarzan
  - 1945 : Tarzan et les Amazones
  - 1946 : Tarzan et la Femme léopard
  - 1947 : Tarzan et la Chasseresse
  - 1948 : Tarzan et les Sirènes
- Taxi de Luc Besson :
  - 1998 : Taxi
  - 1999 : Taxi 2
  - 2002 : Taxi 3
  - 2007 : Taxi 4
  - 2018 : Taxi 5
- Tall Girl (2019), Tall Girl 2 (2022)
- Ted (2012), Ted 2 (2015)
- Teen Wolf (1985) suivi de Teen Wolf 2 (1987)
- Tempête de boulettes géantes (Cloudy with a chance of Meatballs, 2009), L'Île des Miam-nimaux : Tempête de boulettes géantes 2 (Cloudy with a Chance of Meatballs 2, 2013)
- Tendre Poulet (1978) suivi de On a volé la cuisse de Jupiter (1980)
- Tendres Passions (Terms of Endearment, 1983) suivi de Étoile du soir (Evening Star, 1996)
- Terminator :
  - 1984 : Terminator (The Terminator)
  - 1991 : Terminator 2 : Le Jugement dernier (Terminator: The Judgmement Day ou T2)
  - 2003 : Terminator 3 : le Soulèvement des machines (Terminator: Rise of the Machines)
  - 2009 : Terminator Renaissance (Terminator Salvation)
  - 2015 : Terminator: Genisys
  - 2019 : Terminator: Dark Fate
- Tetsuo :
  - 1989 : Tetsuo
  - 1992 : Tetsuo II: Body Hammer
  - 1995 : Tokyo Fist
- Thor (Marvel) :
  - 2011 : Thor
  - 2013 : Thor : Le Monde des ténèbres
  - 2017 : Thor: Ragnarok
  - 2022 :Thor: Love and Thunder
- Le Tigre du Bengale (version de 1938) / (version de 1959) et Le Tombeau hindou (version de 1937) / (version de 1959), deux séries en 1937-1938 et 1959-1960
- Tintin et le Mystère de La Toison d'or (1961) suivi de Tintin et les Oranges bleues (1964)
- Tokyo Raiders (2000) suivi de Seoul Raiders (2005)
- Tony Rome est dangereux (Tony Rome, 1967) suivi de La Femme en ciment (Lady in Cement, 1968)
- Top Gun (1986), suivi de Top Gun : Maverick (Top Gun: Maverick) (2022)
- Tora-san, série japonaise d'une quarantaine de films entre 1969 et 1995
- Les Tortues Ninja :
  - Première série
    - 1990 : Les Tortues Ninja (Teenage Mutant Ninja Turtles)
    - 1991 : Les Tortues Ninja 2 (Teenage Mutant Ninja Turtles II: The Secret of the Ooze)
    - 1993 : Les Tortues Ninja 3 (Teenage Mutant Ninja Turtles III)
    - 2007 : TMNT : Les Tortues Ninja (film d'animation)

  - Deuxième série
    - 2014 : Ninja Turtles
    - 2016 : Ninja Turtles 2
- Toubib :
  - 1954 : Toubib or not Toubib (Doctor in the House)
  - 1955 : Rendez-vous à Rio (Doctor at Sea)
  - 1957 : Toubib en liberté (Doctor at Large)
  - 1960 : Doctor in Love
  - 1962 : We Joined the Navy
  - 1963 : Docteur en détresse (Doctor in Distress)
  - 1966 : Doctor in Clover
  - 1970 : Doctor in Trouble
- Toy Story :
  - 1995 : Toy Story
  - 1999 : Toy Story 2
  - 2010 : Toy Story 3
  - 2019 : Toy Story 4
- La Tragédie de Carmen, 3 films de Peter Brook (1983)
- Trainspotting :
  - Trainspotting (1996)
  - T2 Trainspotting (2017)
- Trancers :
  - 1984 : Trancers
  - 1991 : Trancers II
  - 1992 : Trancers III
  - 1994 : Trancers 4: Jack of Swords
  - 1994 : Trancers 5: Sudden Deth
  - 2002 : Trancers 6
- Transformers :
  - 2007 : Transformers
  - 2009 : Transformers 2 : La Revanche
  - 2011 : Transformers 3 : La Face cachée de la Lune
  - 2014 : Transformers : L'Âge de l'extinction
  - 2017 : Transformers: The Last Knight
- Le Transporteur :
  - 2002 : Le Transporteur
  - 2005 : Le Transporteur 2
  - 2008 : Le Transporteur 3
- Trilogie Cornetto (Blood and Ice Cream Trilogy) de Edgar Wright
  - 2004 : Shaun of the Dead
  - 2007 : Hot Fuzz
  - 2013 : Le dernier pub avant la fin du monde
- Trilogie d'Apu de Satyajit Ray :
  - 1955 : La Complainte du sentier (Pather Panchali)
  - 1956 : L'Invaincu (Aparajito)
  - 1959 : Le Monde d'Apu (Apur Sansar
- Trilogie de Cédric Klapisch :
  - 2002 : L’Auberge espagnole
  - 2005 : Poupées russes
  - 2013 : Casse-tête Chinois
- Trilogie du cœur en or de Lars von Trier :
  - 1996 : Breaking the Waves
  - 1998 : Les Idiots
  - 2000 : Dancer in the Dark
- Trilogie du dollar de Sergio Leone :
  - 1964 : Pour une poignée de dollars (Per un pugno di dollari)
  - 1965 : Et pour quelques dollars de plus (Per qualche dollaro in più)
  - 1966 : Le Bon, la Brute et le Truand (Il Buono, il Brutto, il Cattivo ou The Good, the Bad and the Ugly)
- Trilogie des gemmes de Kerstin Gier :
  - 2013 : Rouge Rubis
  - 2014 : Bleu Saphir
  - 2016 : Vert Émeraude
- Trilogie de Lucas Belvaux :
  - 2002 : Un couple épatant
  - 2002 : Cavale
  - 2002 : Après la vie
- Trilogie de Maxime, de Grigori Kozintsev
  - 1935 : La Jeunesse de Maxime (Юность Максима)
  - 1937 : Le Retour de Maxime (Возвращение Максима)
  - 1939 : Maxime à Vyborg (Выборгская сторона)
- Trilogie marseillaise de Marcel Pagnol :
  - 1931 : Marius
  - 1932 : Fanny
  - 1936 : César
- Trilogie politique de Costa-Gavras :
  - 1969 : Z
  - 1970 : L'Aveu
  - 1972 : État de siège
- Trilogie du rideau rouge de Baz Luhrmann
  - 1993 : Ballroom Dancing
  - 1996 : Roméo + Juliette
  - 2001 : Moulin Rouge
- Trilogie USA - Land of Opportunity de Lars von Trier :
  - 2003 : Dogville
  - 2005 : Manderlay
  - 2007 : Washington
- Trilogie de la vengeance de Park Chan-wook :
  - 2002 : Sympathy for Mr. Vengeance
  - 2003 : Old Boy
  - 2005 : Lady Vengeance
- Trilogie La vie sexuelle des Belges :
  - 1994 : La vie sexuelle des Belges 1950-78
  - 1996 : Camping Cosmos
  - 1998 : Fermeture de l'usine Renault à Vilvoorde
- On l'appelle Trinita (1970) suivi de On continue à l'appeler Trinita (1971)
- Le Triporteur (1957) suivit de Robinson et le Triporteur (1960)
- Trois couleurs de Krzysztof Kieslowski :
  - 1993 : Trois Couleurs : Bleu
  - 1994 : Trois Couleurs : Blanc
  - 1994 : Trois Couleurs : Rouge
- Les Trois Frères (1995) suivi de Les Trois Frères : Le Retour (2014)
- Trois hommes et un couffin (1985) suivi de 18 ans après (2003)
- Les Trois Mousquetaires de Richard Lester :
  - 1973 : Les Trois Mousquetaires (The Three Musketeers)
  - 1974 : On l'appelait Milady (The Four Musketeers: Milady's Revenge)
  - 1989 : Le Retour des Mousquetaires (The Return of the Musketeers)
- Trois mètres au-dessus du ciel (Tres metros sobre el cielo, 2010) suivi de J'ai envie de toi (Tengo ganas de ti, 2012)
- Trois ninjas :
  - 1992 : Ninja Kids (3 Ninjas)
  - 1994 : Les trois ninjas contre-attaquent (3 Ninjas Kick Back)
  - 1995 : Les trois ninjas se révoltent (3 Ninjas Knuckle Up)
  - 1998 : Les trois ninjas se déchaînent (3 Ninjas: High Noon at Mega Mountain)
- Les Trolls (Trolls) (2016), Les Trolls 2 : Tournée mondiale (Trolls World Tour) (2020)
- 1982 : Tron
  - 2010 : Tron : L'Héritage (Tron: Legacy)
- La Tunique (1953) suivi des Gladiateurs (1954)
- The Twins Effect (2003) suivi de The Twins Effect 2 (2004)
- Twilight
  - 2008 : Twilight, chapitre I : Fascination
  - 2009 : Twilight, chapitre II : Tentation
  - 2010 : Twilight, chapitre III : Hésitation
  - 2011 : Twilight, chapitre IV : Révélation, partie 1
  - 2012 : Twilight, chapitre V : Révélation, partie 2

## U
- Un éléphant ça trompe énormément (1976) suivi de Nous irons tous au paradis (1977)
- Un homme et une femme (1966) suivi de Un homme et une femme : vingt ans déjà (1986)
- Un homme nommé cheval :
  - 1970 : Un homme nommé cheval
  - 1976 : La Revanche d'un homme nommé cheval
  - 1983 : Le Triomphe d'un homme nommé cheval
- Un justicier dans la ville :
  - 1974 : Un justicier dans la ville (Death Wish)
  - 1982 : Un justicier dans la ville 2 (Death Wish 2)
  - 1985 : Le Justicier de New York (Death Wish 3)
  - 1987 : Le justicier braque les dealers (Death Wish 4: The Crackdown)
  - 1994 : Le Justicier : L'Ultime Combat (Death Wish 5: The Face of Death)
- Une nounou pas comme les autres (1994) suivi de Une nana pas comme les autres (1995)
- Une nuit en enfer :
  - 1996 : Une nuit en enfer
  - 1999 : Une nuit en enfer 2 : Le Prix du sang
  - 1999 : Une nuit en enfer 3 : La Fille du bourreau
- Un seul deviendra invincible (Undisputed)
  - 2002 : Un seul deviendra invincible (Undisputed)
  - 2006 : Un seul deviendra invincible : Dernier Round (Undisputed II: Last Man Standing)
  - 2010 : Un seul deviendra invincible : Rédemption (Undisputed III: Redemption)
  - 2017 : Un seul deviendra invincible : Boyka (Boyka: Undisputed IV)
- Underworld :
  - 2003 : Underworld
  - 2006 : Underworld 2 : Évolution (Underworld: Evolution)
  - 2009 : Underworld 3 : Le Soulèvement des Lycans (Underworld: Rise of the Lycans)
  - 2012 : Underworld : Nouvelle Ère (Underworld: Awakening)
  - 2017 : Underworld: Blood Wars
- Universal Soldier :
  - 1992 : Universal Soldier
  - 1999 : Universal Soldier : Le Combat absolu
  - 2009 : Universal Soldier : Régénération
  - 2012 : Universal Soldier : Le Jour du jugement

## V
- Les Vampires sérial de Louis Feuillade (1915-1916)
- Vampires :
  - 1998 : Vampires
  - 2002 : Vampires 2 : Adieu vampires
  - 2005 : Vampires 3 : La Dernière Éclipse du soleil
- Les Visiteurs :
  - 1993 : Les Visiteurs
  - 1998 : Les Couloirs du temps : Les Visiteurs 2
  - 2001 : Les Visiteurs en Amérique
  - 2016 : Les Visiteurs 3
- Vendredi 13, 12 films (1980-2009)
- La Vérité si je Mens ! :
  - 1997 : La Vérité si je mens !
  - 2001 : La Vérité si je mens ! 2
  - 2012 : La Vérité si je mens ! 3
- Very Bad Dads (Daddy's Home) (2015), Very Bad Dads 2 (Daddy's Home 2) (2017)
- Very Bad Trip :
  - 2009 : Very Bad Trip
  - 2011 : Very Bad Trip 2
  - 2013 : Very Bad Trip 3

## W
- Tolérance Zéro :
  - 2004 : Tolérance Zéro (Walking Tall)
  - 2007 : Tolérance Zéro 2 (Walking Tall: The Payback)
  - 2007 : Tolérance Zéro 3 : Justicier Solitaire (Walking Tall: Lone Justice)
- Wayne's World (1992) suivi de Wayne's World 2 (1993)
- Wet Dreams (Mongjunggi, 2002) suivi de Wet Dreams 2 (Mongjunggi 2 (몽정기 2), 2005)
- Whispering Corridors :
  - 1998 : Whispering Corridors
  - 1999 : Whispering Corridors 2: Memento Mori
  - 2003 : Whispering Corridors 3: Wishing Stairs
  - 2005 : Whispering Corridors 4: Voice
  - 2009 : Whispering Corridors 5: A Blood Pledge
- Les Oies sauvages (The Wild Geese,1978), suivi de Les Oies sauvages 2 (Wild Geese II, 1985)
- Willard (1971), suivi de Ben (1972)
- Winnetou :
  - 1962 : Le Trésor du lac d'argent (Der Schatz im Silbersee)
  - 1963 : La Révolte des Indiens Apaches
  - 1964 : Le Trésor des montagnes bleues (Winnetou II)
  - 1964 : Parmi les vautours (Unter Geiern)
  - 1964 : Les Cavaliers rouges (Old Shatterhand)
  - 1965 : L'Appât de l'or noir (Der Ölprinz)
  - 1965 : Massacre à la frontière (Old Surehand, 1. Teil)
  - 1965 : Winnetou III (Winnetou, 3. Teil)
  - 1966 : Le Jour le plus long de Kansas City (Winnetou und das Halbblut Apanatschi)
  - 1966 : Tonnerre sur la frontière (Winnetou und sein Freund Old Firehand)
  - 1966 : Le Trésor de la vallée de la mort (Winnetou und Shatterhand im Tal der Toten)
- Wonder Woman avec Gal Gadot :
  - 2016 : Batman v Superman : L'aube de la justice
  - 2017 : Wonder Woman
  - 2017 : Justice League
  - 2021 : Zack Snyder's Justice League
  - 2021 : Wonder Woman 1984

## X
- X-Men :
  - 2000 : X-Men
  - 2003 : X-Men 2 (X2)
  - 2006 : X-Men : L'Affrontement final (X-Men: The Last Stand)
  - 2009 : X-Men Origins: Wolverine
  - 2011 : X-Men : Le Commencement (X-Men: First Class)
  - 2013 : Wolverine : Le Combat de l'immortel (The Wolverine)
  - 2014 : X-Men: Days of Future Past
  - 2016 : Deadpool
  - 2016 : X-Men: Apocalypse
  - 2017 : Logan 
  - 2019 : X-Men: Dark Phoenix
- Xtro :
  - 1983 : Xtro
  - 1990 : Xtro II: The Second Encounter
  - 1995 : Xtro 3: Watch the Skies
- xXx :
  - 2002 : xXx
  - 2005 : xXx 2: The Next Level
  - 2017 : xXx: Reactivated

## Y
- Y a-t-il un pilote dans l'avion ? :
  - 1980 : Y a-t-il un pilote dans l'avion ? (Airplane!)
  - 1982 : Y a-t-il enfin un pilote dans l'avion ? (Airplane II: The Sequel)
- Y a-t-il un flic... :
  - 1988 : Y a-t-il un flic pour sauver la reine ? (The Naked Gun: From the Files of Police Squad!)
  - 1990 : Y a-t-il un flic pour sauver le président ? (The Naked Gun 2½: The Smell of Fear)
  - 1994 : Y a-t-il un flic pour sauver Hollywood ? (Naked Gun 33 1/3: The Final Insult)
- Young Guns :
  - 1988 : Young Guns
  - 1990 : Young Guns 2 (Young Guns II: Blaze of Glory)

## Z
- Zatoïchi (座頭市, Zatōichi?), série de vingt-six films japonais sorti de 1962 à 1989
- Zero Woman, série de huit films japonais sorti de 1974 à 1999
- Zorro, interprété par Antonio Banderas :
  - Le Masque de Zorro (The Mask of Zorro) (1998)
  - La Légende de Zorro (The Legend of Zorro) (2005)

## 0-9
- 21 Jump Street (28 Weeks Later) (2012), suivi de 22 Jump Street (28 Weeks Later) (2014)
- 28 Jours plus tard (28 Days Later) (2002), suivi de 28 Semaines plus tard (28 Weeks Later) (2007) et de 28 Ans plus tard (28 Years Later) (2025)
- 30 Jours de nuit (30 Days of Night) (2007), suivi de 30 Jours de nuit : Jours sombres (30 Days of Night: Dark Days) (2010)
- 48 Heures (48 Hrs.) (1982), suivi de 48 Heures de plus (Another 48 Hrs.) (1990)
- 100 dollars pour un shérif (True Grit) (1969), suivi de Une bible et un fusil (Rooster Cogburn) (1975)
- Les 101 Dalmatiens :
  - Les 101 Dalmatiens (One Hundred and One Dalmatians) (1961), suivi de Les 101 Dalmatiens 2 : Sur la trace des héros (101 Dalmatians II : Patch's London Adventure) (2003)
  - Les 101 Dalmatiens (101 Dalmatians) (1996), suivi des 102 Dalmatiens (102 Dalmatians) (2001)
- 300 (2007), suivi de 300 : La Naissance d'un empire (300: Rise of an Empire) (2014)
- 2001, l’Odyssée de l’espace (2001: A Space Odyssey) (1968), suivi de 2010 : L’Année du premier contact (2010: The Year We Make Contact) (1984)